# Cathédrale Saint-Étienne de Sens
Pour les articles homonymes, voir Saint-Étienne (homonymie).
Cette  primatiale n’est pas la seule cathédrale Saint-Étienne.
La cathédrale Saint-Étienne de Sens, de son titre complet cathédrale métropolitaine et primatiale Saint-Étienne de Sens, est la cathédrale catholique de l'archidiocèse de Sens, située dans la commune de Sens, dans la région naturelle du Sénonais et le département de l'Yonne en région Bourgogne-Franche-Comté. Saint Étienne est considéré comme le premier martyr : son culte est associé, à Sens, à ceux de saint Jean le Baptiste et de la Sainte Vierge Marie.
C'est l'une des premières églises d'architecture gothique de la chrétienté avec la basilique Saint-Denis, alors église abbatiale. Commencée vers 1130-1135, sa nef et son chœur sont consacrés en 1164, et sa façade sera terminée à la fin du XIIe siècle. Sa tour sud, le clocher, est achevée beaucoup plus tard (1532–1534). Quant au transept, qui date des années 1490–1515, il constitue l'un des plus beaux chefs-d’œuvre du gothique flamboyant. L’énergie et les moyens déployés pour construire la cathédrale sont dus à l’importance à la fois de l’archidiocèse de Sens (qui comprenait Paris dans son territoire) et du bailliage de Sens (qui était le plus ancien et le plus étendu de France). Saint Louis se marie à Sens et y prend plus tard possession des reliques acquises pour être vénérées dans la Sainte-Chapelle.
La cathédrale se situe au cœur du centre-ville historique de Sens, sur une hauteur en surplomb de l'Yonne qui coule à quelques dizaines de mètres à l'ouest. Le fleuve constituait un axe commercial majeur au Moyen Âge, offrant un lien direct avec Paris, siège du pouvoir royal. La cathédrale est au cœur d’un complexe qui comprend l'ancien palais synodal et l'ancien palais archiépiscopal. À gauche de la cathédrale se trouvaient également une bibliothèque capitulaire et un cloître disparus.
L'influence de la cathédrale de Sens est importante. Le chœur de l'église abbatiale de Saint-Germain-des-Prés ressemble à celui de Sens. Lors de la reconstruction du chœur et du transept oriental de la cathédrale de Canterbury, à la suite de l'incendie de 1174, Guillaume de Sens dirige le chantier de 1175 à 1179. Il rentre en France gravement blessé par une chute survenue sur le chantier.
L’archevêque Tristan de Salazar fait construire un hôtel à Paris, l'hôtel de Sens, qui subsiste encore. Le cardinal de Pellevé est un des meneurs à Paris de la résistance à Henri IV de 1592 à 1594. Après Jacques et Jean Davy du Perron, dont la cathédrale abrite toujours le monument funéraire, l'archidiocèse est démembré en 1622 : Paris est élevé au rang d’archevêché, Meaux, Chartres et Orléans y sont désormais rattachés.
Au XVIIIe siècle, le cardinal de Luynes est le premier aumônier de la dauphine Marie-Josèphe de Saxe (1731-1767) et accueille le monument funéraire de son ami le dauphin Louis, père des rois Louis XVI, Louis XVIII et Charles X.

## La construction de la cathédrale

### Les étapes

#### Un projet initial novateur
Depuis les débuts de la chrétienté, Sens est la métropole d'une vaste province ecclésiastique surnommée Campont, acronyme composé de la première lettre des évêchés suffragants de Sens : 
- Auxerre, Nevers et Troyes,
- Jusqu’en 1622, Paris, Orléans, Meaux et Chartres.

À sa tête, l'archevêque de Sens porte le titre de « Primat des Gaules et de Germanie » (revendiquant donc le titre de « Primat des Gaules »), c'est-à-dire, dans la hiérarchie de l'Église catholique médiévale, le premier après le Pape.
À ce titre, les archevêques ont besoin de matérialiser leur puissance et leur rayonnement, ce qui passe notamment par la construction d'une cathédrale. L'archevêque Seguin consacre, le 5 octobre 982, un premier édifice qui est en fait la réunion de trois églises accolées.
L'archevêque Henri Sanglier décide de remplacer cette première cathédrale par un édifice grandiose et digne de l'importante métropole sénonaise. Il a à ses côtés Étienne de Garlande, prévôt du chapitre et chancelier de France jusqu'à la mort de Louis VI le Gros, en 1137 ; ils cherchent la meilleure manière de faire rayonner leur ville dans toute la Chrétienté. À une époque où régnait l'architecture romane, Henri Sanglier fait appel à un maître d'œuvre novateur, qui propose une conception révolutionnaire du voûtement : la croisée d'ogives et les arcs boutants.
Appelé « Maître de Sens », il demeure anonyme même s'il l'on peut supposer qu'il a dû intervenir sur les premières cathédrales germaniques introduisant le style gothique. Il conçoit une cathédrale ample, d'un volume simple et continu, constituée d'un vaisseau central (la nef) et de deux bas-côtés (collatéraux), prolongés, autour du chœur, par un déambulatoire.
Si les principes de l'architecture gothique avaient déjà été appliqués dès 1130 à l'abbatiale de Saint-Denis, on en retrouve également quelques principes primitifs à Jumièges, Caen ou Durham, mais c'est la première fois qu'ils sont employés dans une cathédrale.
Pour Alain Erlande-Brandenburg, « la chronologie actuelle permet de retenir une datation de la conception au cours de la décennie 30 ». Dans son article intitulé, La cathédrale Saint-Étienne de Sens. La première cathédrale gothique il écrit que « les travaux ont été entrepris dans les années 1130-1135 », ce qui en placerait le début de la construction de la cathédrale un peu avant la basilique de Saint-Denis. Éric Bournazel remarque que les Garlande et les Sanglier sont deux lignages chevaleresques proches du roi Louis VI le Gros. Suger est un familier du roi. Francis Salet indique que l'alternance de piles fortes et faibles se retrouve dans la cathédrale de Durham reconstruite à partir de 1093, mais déjà utilisée dans l'abbatiale de Jumièges.
Le chœur de la cathédrale de Durham est voûté d'ogives en 1104 d'après John Bilson quand les reliques de saint Cuthbert y sont déposées. Jean Bony a critiqué cette affirmation et rapproché les voûtes du chœur de la cathédrale de Durham de celles de l'église Saint-Nicolas de Caen. Des voûtes d'ogives sont déjà utilisées dans les deux églises de Caen (église Saint-Étienne, église abbatiale de la Trinité) et l'abbatiale Sainte-Trinité de Lessay.
En 1164, le sanctuaire est consacré par le pape Alexandre III (réfugié à Sens de 1162 à 1165). Le chantier ne s'achève à la façade occidentale qu'à la fin du XIIe siècle.
Dans sa première version, l’édifice consiste en une nef doublée d’un collatéral unique qui enrobe l’abside, en l’absence de transept. Suivant le dispositif antérieur à la nouvelle construction, l’abside elle-même est bordée au nord et au sud par deux chapelles considérées comme externes et dédiées à saint Jean-Baptiste et à la Sainte Vierge.
L’élévation est déjà à trois niveaux, mais les fenêtres hautes sont de plus petite taille qu'aujourd’hui : la luminosité est moindre, mais les effets de clair-obscur sont de nature à mettre en relief l’arcature sexpartite des voûtes. L’intérieur est divisé en absides réservées à l’évêque, deux travées réservées aux chanoines et séparées par un jubé des cinq autres travées.
De 1166 à 1170, Thomas Becket, Archevêque de Canterbury en conflit avec le Roi d'Angleterre Henri II, réside à Sens dans une maison à proximité de la Cathédrale. Aujourd'hui disparue, une plaque mentionne son emplacement à l'angle de la rue de Brennus et de la place Drapés.

#### Un développement classique vers une luminosité optimale

Massif occidental. Noter la différence de style entre la tour nord (à gauche) plus ancienne et le reste de la façade reconstruit après l'effondrement de 1268.

En 1268, l'effondrement de la tour sud détruit la plus grande partie de la façade occidentale, ce qui nécessite une reconstruction. À cette occasion, les fenêtres hautes sont agrandies pour obtenir une plus grande luminosité. Des chapelles sont construites des deux côtés de la nef. Les travaux sont longtemps interrompus par la Grande Peste et par la Guerre de Cent Ans et se terminent en 1532 ; la tour est encore dotée d'un petit campanile achevé en 1534.
Entre 1490 et 1517, l’archevêque Tristan de Salazar entreprend la construction d'un grand transept dans le style gothique flamboyant, dont les travaux sont confiés à Martin Chambiges. La réalisation de ce transept contribue à asseoir la réputation de cet architecte dont l’activité est également connue à Beauvais, Paris et Troyes.
Au total l'édification du sanctuaire s'étend sur une période de quatre siècles, mais l'homogénéité de l'ensemble est préservée par les différents maîtres d'œuvre.

#### De la dégradation à la restauration

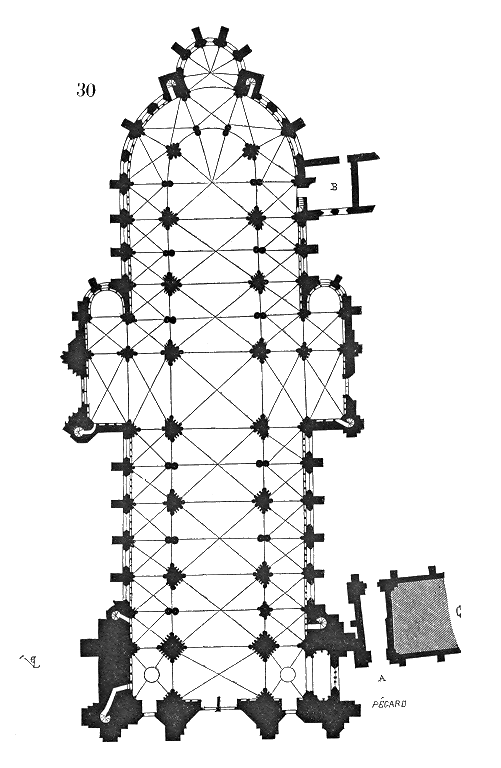
Plan de la cathédrale de Sens.

Les volontés des archevêques d'imprimer leur passage ou leurs éloignements voire absences de Sens pour raison politique ont conduit à de nombreuses détériorations ou réaménagements : les verrières du XIIIe siècle sont enlevées et leurs restes sont remontés en vrac sur les trois fenêtres au fond de la chapelle axiale du chœur : le visiteur peut encore admirer une série assez complète de scènes relatives à la vie de Saint Paul, mais disposées dans le désordre.
Divers aménagements sont réalisés au XVIIIe siècle pour mettre l’édifice au goût de l’époque, principalement dans le chœur. L’orgue est d'ailleurs déplacé de l’entrée du chœur sur une tribune en bois au revers de la façade principale. Le sol de l’édifice est pavé et, à cette occasion disparaissent les dalles funéraires des chanoines et le labyrinthe de forme circulaire situé à l'entrée (13 mètres de diamètre). Son parcours était fait de pierres blanches délimitées par des incrustations de plomb.
Le 7 novembre 1793, il suffit de quelques heures à quelques volontaires nationaux qui passent à Sens pour saccager toute la statuaire de l'édifice. La cathédrale ne souffre pas seulement des affres des armées révolutionnaires de la République. Au nom de l'unité de style, sont ainsi purement et simplement détruites les chapelles latérales pour les remplacer par d'autres plus discrètes.
La cathédrale fait l’objet d’un classement au titre des monuments historiques par la liste de 1840. Le peintre-verrier Émile Hirsch réalise des travaux de restauration des verrières de la façade orientale des bras du transept et de plusieurs chapelles du chœur entre 1881 et 1884, à la demande de l'architecte Charles Laisné.

### Considérations techniques

#### Quelques dimensions
- Longueur intérieure de la cathédrale : 113,5 mètres (Notre-Dame de Paris : 128 m).
- Longueur extérieure : 122 mètres
- Hauteur de la tour sud : 78 m (Notre-Dame de Paris : 69 m).
  - dont hauteur de la terrasse : 66 m.
- Largeur de la façade : 48,5 m (Notre-Dame de Paris : 44 m).

La nef
- Hauteur de la nef : 24,4 m. (Paris : 33,5)
- Largeur du vaisseau central de la nef : 15,25 m. (Paris : 13,5 m.)
- Largeur de la nef avec ses deux bas-côtés : 27,5 m.

Le transept
- Longueur intérieure du transept : 48 m.
- Hauteur sous voûte du croisillon nord du transept : 27,5 m.
- Hauteur sous voûte du croisillon sud du transept : 27 m.
- Diamètre des roses du transept : 11 m. (Notre-Dame de Paris : 13,1 m.)
- Hauteur des verrières des deux façades du transept : 18 m.

Autres mesures et dimensions :

#### Matériaux de construction
La ville de Sens est située dans une région aux terrains crayeux du Crétacé, mais ceux-ci ne fournissent pas de pierre de qualité suffisante pour la construction de la cathédrale. On a donc eu recours à l'importation de pierres à bâtir provenant de loin, principalement par voie fluviale sur l'Yonne.
On a utilisé des grès locaux datant du Rupélien (Stampien). Mais on a surtout importé en grande quantité du calcaire lutétien provenant des environs de Paris, donc transporté sur une distance de près de 100 kilomètres, ce qui est remarquable pour l'époque. On peut observer ce calcaire par exemple sur la façade occidentale et ses trois portails. Les assises de soubassement de ces portails sont quant à eux en calcaire tertiaire lacustre dur, provenant des environs de Nemours. Une autre pierre issue de carrières situées au sud d'Auxerre a été beaucoup utilisée dans la construction: un calcaire dur du Jurassique, blanc et fin, de très bonne qualité, datant du Kimméridgien, il a également été utilisé au XIXe siècle avec d'autres calcaires jurassiques du sud du département pour les restaurations,.
Les façades en gothique flamboyant du transept présentent des pierres venant d'encore plus loin. Pour la façade nord, la base est constituée d'une craie solidifiée du Coniacien, probablement de Vernon (pierre de Vernon), tandis que le reste des éléments au-dessus, très ciselés, sont en un calcaire lutétien à ditrupa provenant de la vallée de l'Oise près de Saint-Leu-d'Esserent (pierre de Saint-Leu). Ces pierres ont donc parcouru près de 200 kilomètres, transportées en bateau par l'Oise, puis par la Seine et l'Yonne à contre-courant.

## La façade principale

### Les portails
Les trois portails de la façade sont dédiés du nord au sud respectivement à saint Jean-Baptiste, à saint Étienne et à la Sainte Vierge.
Les voussures ont été sculptées les premières au XIIe siècle : la liberté des attitudes et des draperies des personnages marque une évolution dans l'art de la sculpture  médiévale.
Les tympans ont été montés ultérieurement.

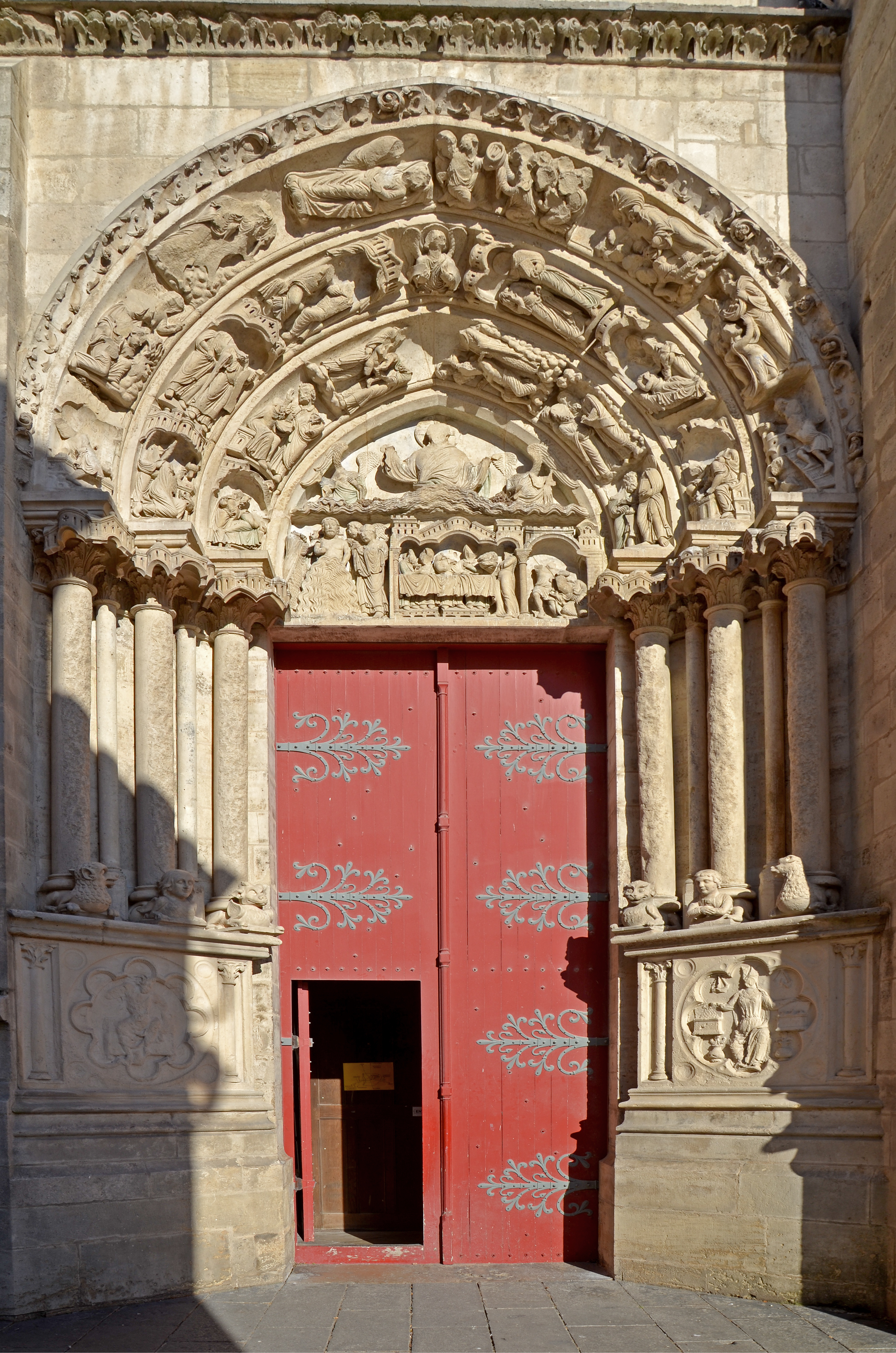
Le portail nord.
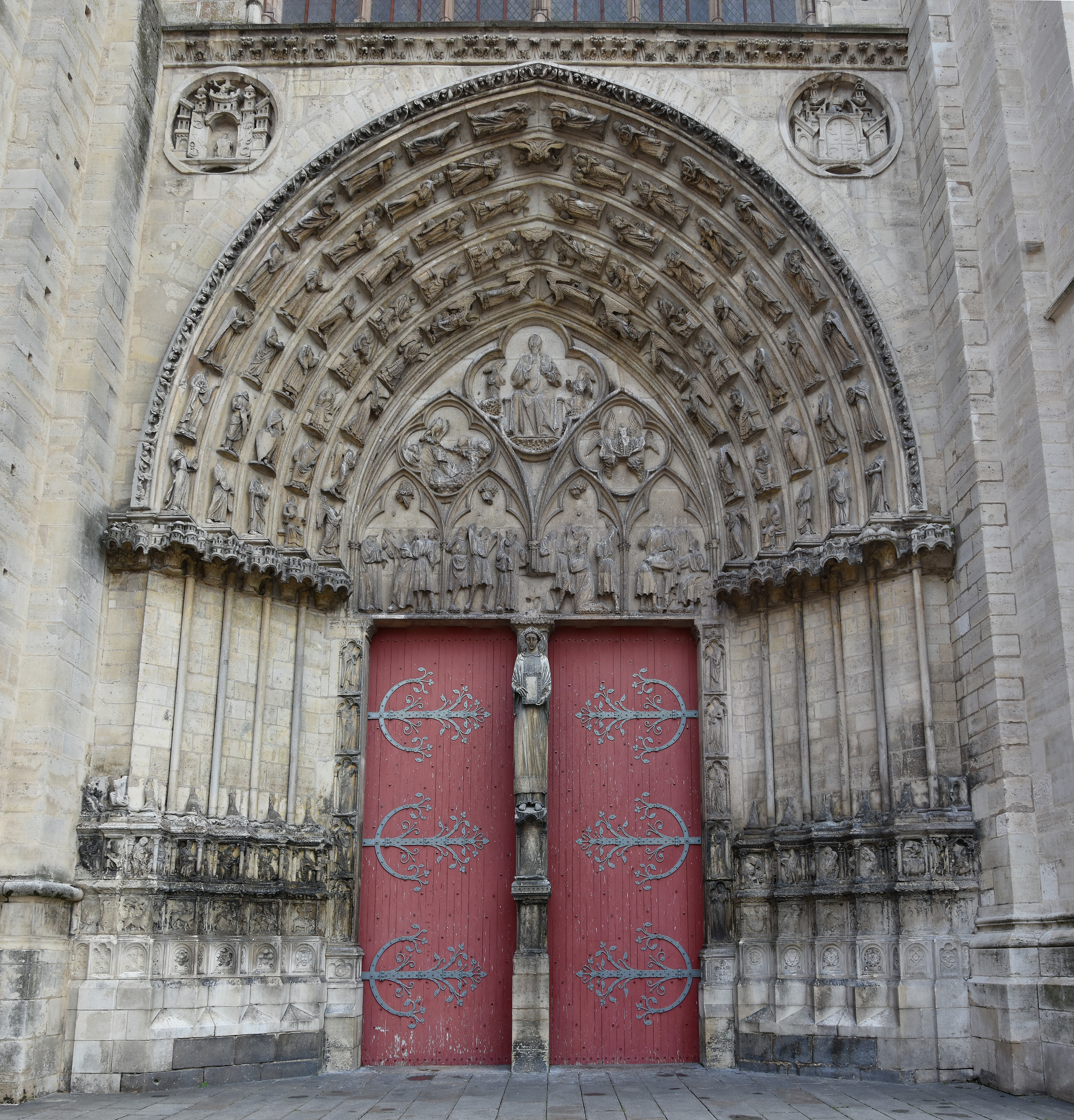
Le portail central.
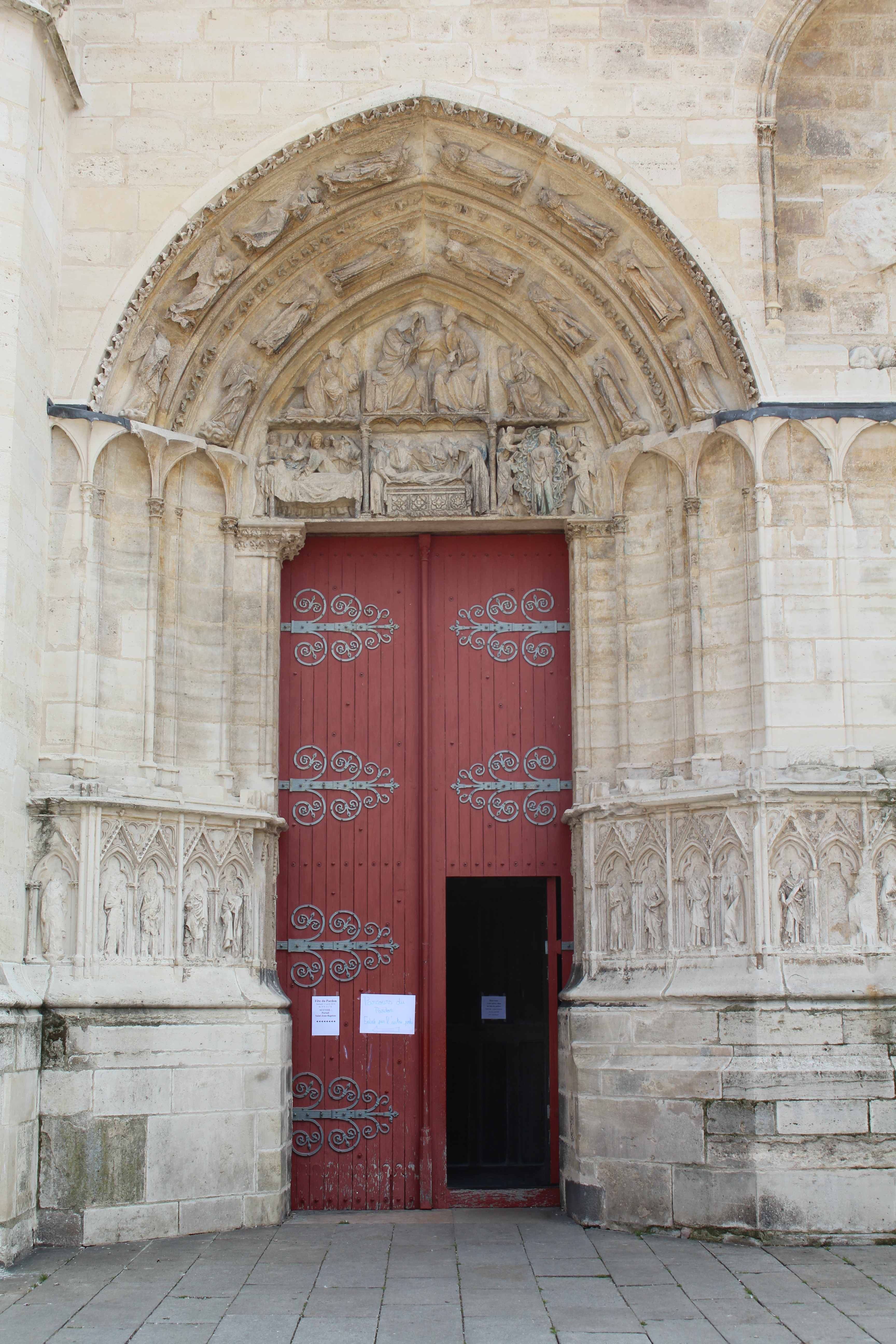
Le portail sud.

#### Le portail nord

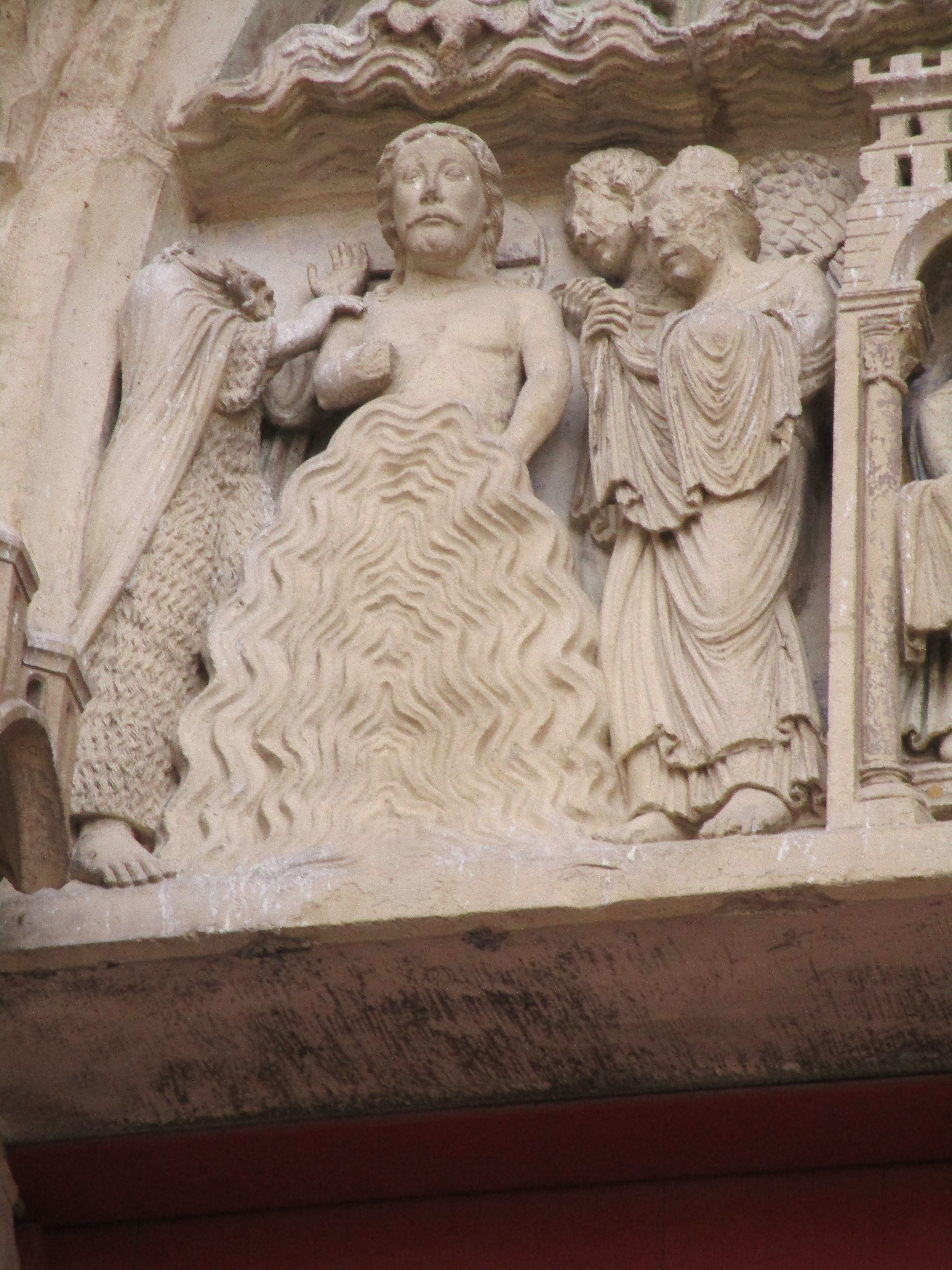
Le baptême du Christ (détail du portail nord).

La partie la plus ancienne de la façade occidentale est la tour nord ou tour de Plomb, appelée ainsi car recouverte jusqu'en 1845 d'une flèche recouverte de lames de plomb.
Son portail est dédié à saint Jean-Baptiste :
- le tympan représente le baptême du Christ, le festin d'Hérode et la décollation de saint Jean-Baptiste ;
- dans les voussures se trouvent d'autres scènes de la vie du Précurseur : annonce de l'ange à son père putatif Joseph, imposition du nom, circoncision...

Dans la partie basse du portail se font face deux allégories : la charité qui ouvre sereinement ses coffres et l'avarice qui tient fiévreusement les siens fermés.
Cette partie de la façade date de la fin du XIIe siècle, financée notamment par le roi Philippe-Auguste (1180-1223).

#### Le portail central

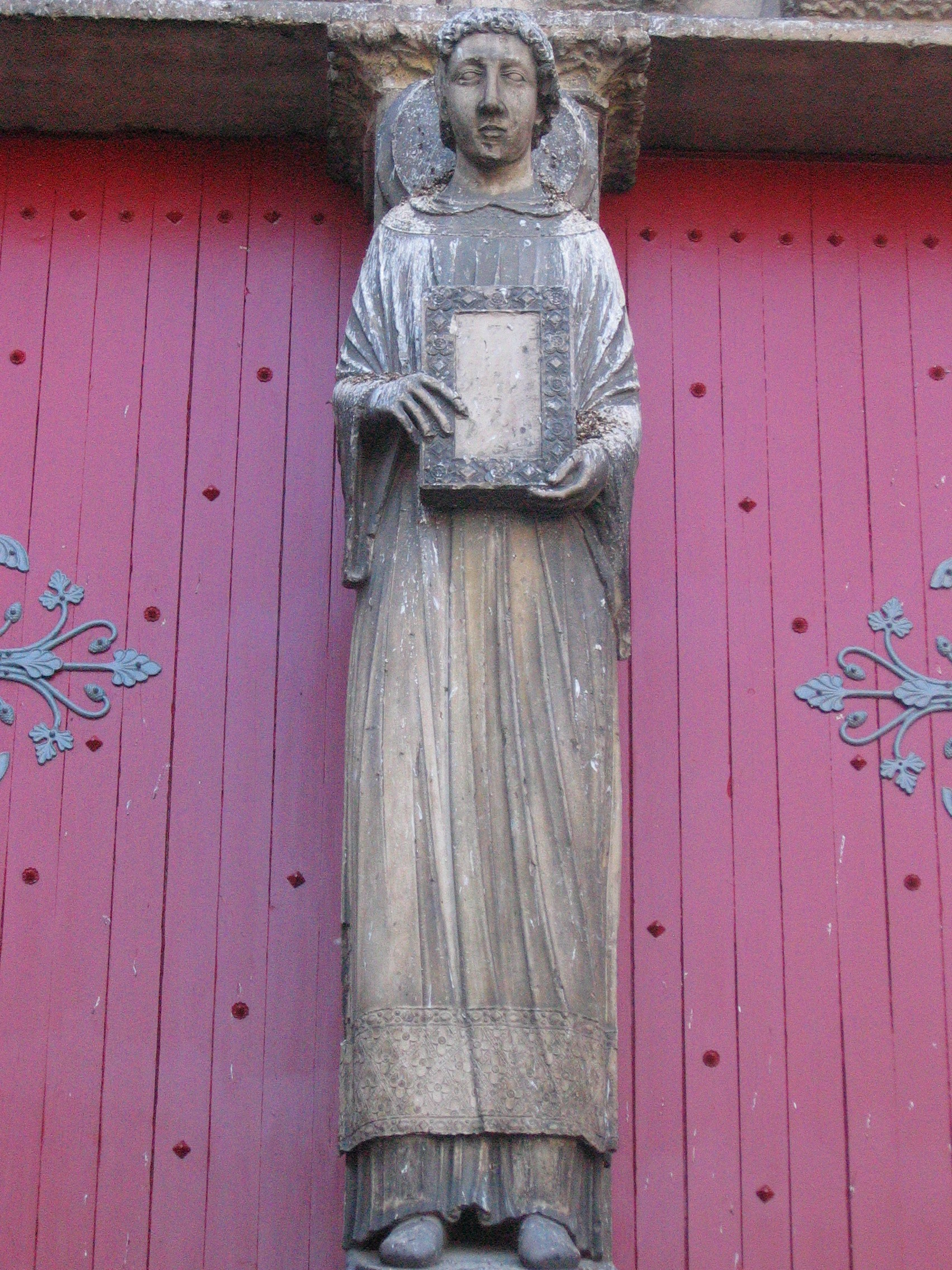
Statue de Saint Étienne sur le trumeau du portail central de la façade occidentale (fin du XIIe siècle).

Le portail central est en grande partie rescapé de l'effondrement de 1268, et fait donc partie de la portion ancienne de la façade.
La composition générale de la décoration du portail central présente tout un système, avec de bas en haut :
- le monde terrestre dans les soubassements : un bestiaire, les arts libéraux et les travaux des douze mois de l'année ;
- le monde céleste dans les voussures : des martyrs, des saints, des anges et des étoiles.

La liaison entre les deux mondes est censée être assurée par les statues des apôtres, mais celles-ci ont été fracassées à la Révolution et n'ont jamais été reconstituées. Seule celle de saint Étienne au trumeau a échappé au massacre, quelqu'un ayant eu la bonne idée de la coiffer d'un bonnet phrygien.
De part et d'autre du portail, sur les pieds-droits, les vierges sages à gauche accèdent aux portes du ciel ouvertes qui restent fermées à droite aux vierges folles.
Le tympan du portail central représente la prédication et le martyre par lapidation de saint Étienne.
Le reste de la partie centrale de la façade, y compris la grande fenêtre et les parties supérieures à celle-ci, ont été reconstruites après 1268 et datent de la fin du XIIIe et du début du XIVe siècles, à l'exception du motif du Christ en majesté qui est un ajout du XIXe siècle.

#### Le portail sud
Le portail sud est consacré à la Vierge Marie. On peut admirer la représentation :
- de la Dormition et de l'Assomption sur le linteau ;
- du couronnement de la Vierge par Jésus-Christ sur le tympan.

### La tour Sud: le clocher

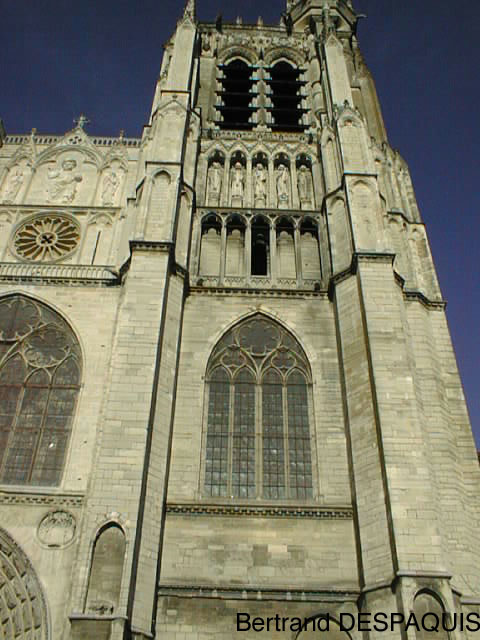
La tour sud, 66 mètres de hauteur au niveau de la terrasse, 78 mètres au niveau du campanile : elle ne dépasse pas la hauteur des tours de façade de Notre-Dame de Paris.

On l'appelle aussi tour de Pierre. On remarque au troisième étage de la tour un groupe de cinq statues. Elles font partie d'une galerie de dix sculptures représentant dix archevêques de Sens et correspondent à un groupe équivalent, sur la face postérieure de la tour. Elles ont été placées là au XIXe siècle. Le clocher est de style gothique flamboyant.
La tour Sud porte toujours les deux pièces les plus importantes de la sonnerie médiévale très réputée, les deux cloches bourdons :
- la Savinienne fondue en 1560, d'un diamètre de 2,60 m, elle donne le Mib2[15] et pèse 9 620 kg ;
- la Potentienne fondue en 1560, d'un diamètre de 2,33 m, elle donne le Fa2[16]et pèse 7 680 kg.

Leur nom est un hommage rendu aux deux premiers évêques de Sens, saint Savinien et saint Potentien.
Si autrefois beaucoup de grandes cathédrales avaient deux bourdons, Sens est la seule où ils aient tous deux échappé au creuset révolutionnaire.
Deux autres cloches se balancent dans le beffroi, sous les bourdons :
- la cloche des morts, d'un diamètre de 1,14 m, en mi bémol, fondue en 1819 par Pierre Cochois elle pèse 860 kg ;
- la cloche de l'angélus, d'un diamètre de 0,81 m, en ut bémol, fondue au XIVe siècle par Jean Jouvente, pèse 325 kg.

Le campanile situé au-dessus de la tour porte trois cloches fixes d'horloge :
- Marie, cloche des heures fondue en 1376 par Jean Jouvente d'un diamètre de 1,5 m sonne en ré(3) et pèse 1 900 kg ;
- François et Pierre, les deux cloches des quarts fondues en 1377 également par Jean Jouvente de 75 et 100 kg.

## Architecture intérieure de la cathédrale

### La nef

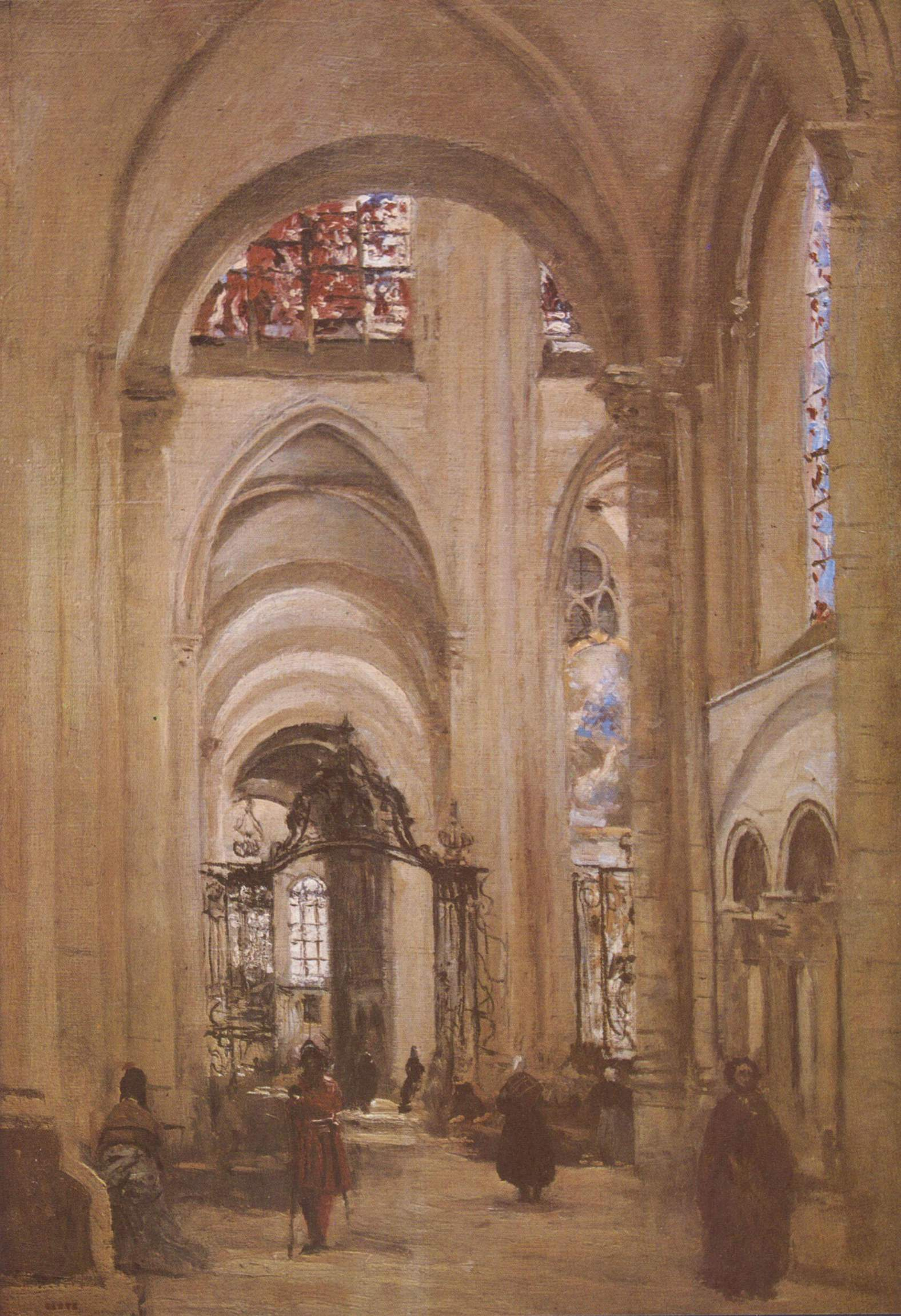
Vue de l'intérieur de la cathédrale de Sens, Camille Corot, 1874, musée du Louvre.

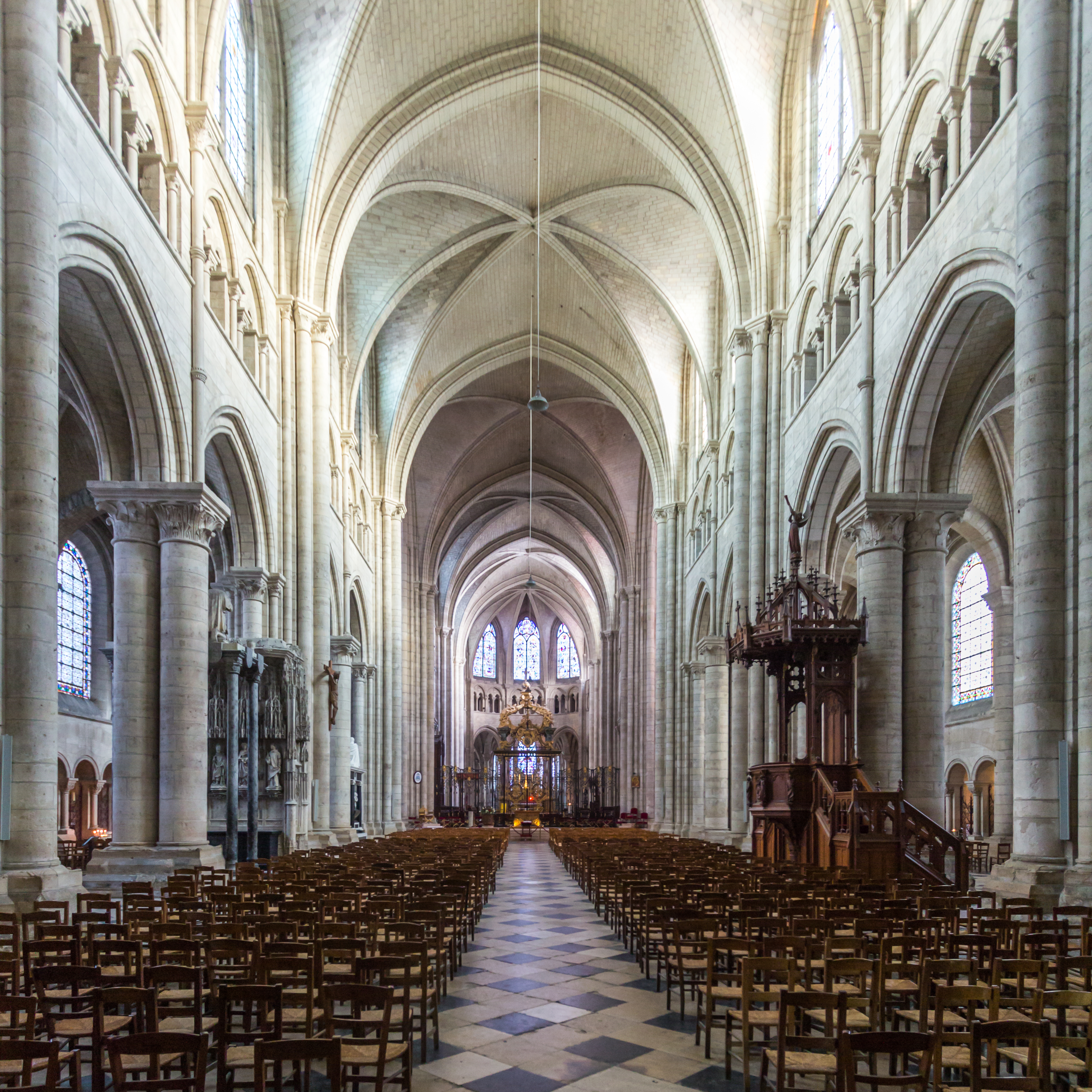
La nef ; à droite et à gauche, alternance entre piliers forts et colonnes faibles. La voûte est sexpartite.

La nef très large (15,25 mètres) (13,5 mètres à Paris) est lumineuse et peu élevée (24,4 mètres). Elle a une élévation à trois étages : grandes arcades, triforium aveugle et fenêtres hautes.
On remarque l'alternance entre piliers forts et piliers faibles, ces derniers étant constitués de simples colonnes cylindriques géminées. Ce choix est le résultat de la disposition du voûtement en voûte sexpartite qui est la même que celle de la cathédrale Notre-Dame de Paris. La première travée est rectangulaire, les quatre suivantes sont de plan carré et à voûte sexpartite. Dans ce type de structure, caractéristique du premier âge gothique, le pilier faible ne soutient qu'un arc doubleau de la nef (plus un des côtés de chaque grande arcade qui le borde, ainsi que les petites ogives des collatéraux), tandis que le pilier fort reçoit en outre deux ogives diagonales, ce qui permet de diviser la voûte d'une travée en six parties. Les bas-côtés ou collatéraux ont sept travées de plan carré.
Au début de la nef à droite, le premier pilier faible a été remplacé par un pilier fort supplémentaire, conséquence de l'effondrement de la tour droite (sud). On remarque aussi à cet endroit que les arcs brisés des ogives sont plus aigus, ce qui montre l'évolution des techniques du gothique survenue entre construction et réparation de la nef. Au nord, sur le premier pilier se trouve une petite tête en pierre sculptée et représentant Pierre de Cognières (1297-1345), alias Jean du Cognot.
La première travée du collatéral sud ou chapelle Sainte-Croix, placée sous la tour du clocher, est aussi appelée « chapelle des cloches », car elle se trouve juste sous les deux bourdons de la cathédrale.

#### Le monument des Salazar

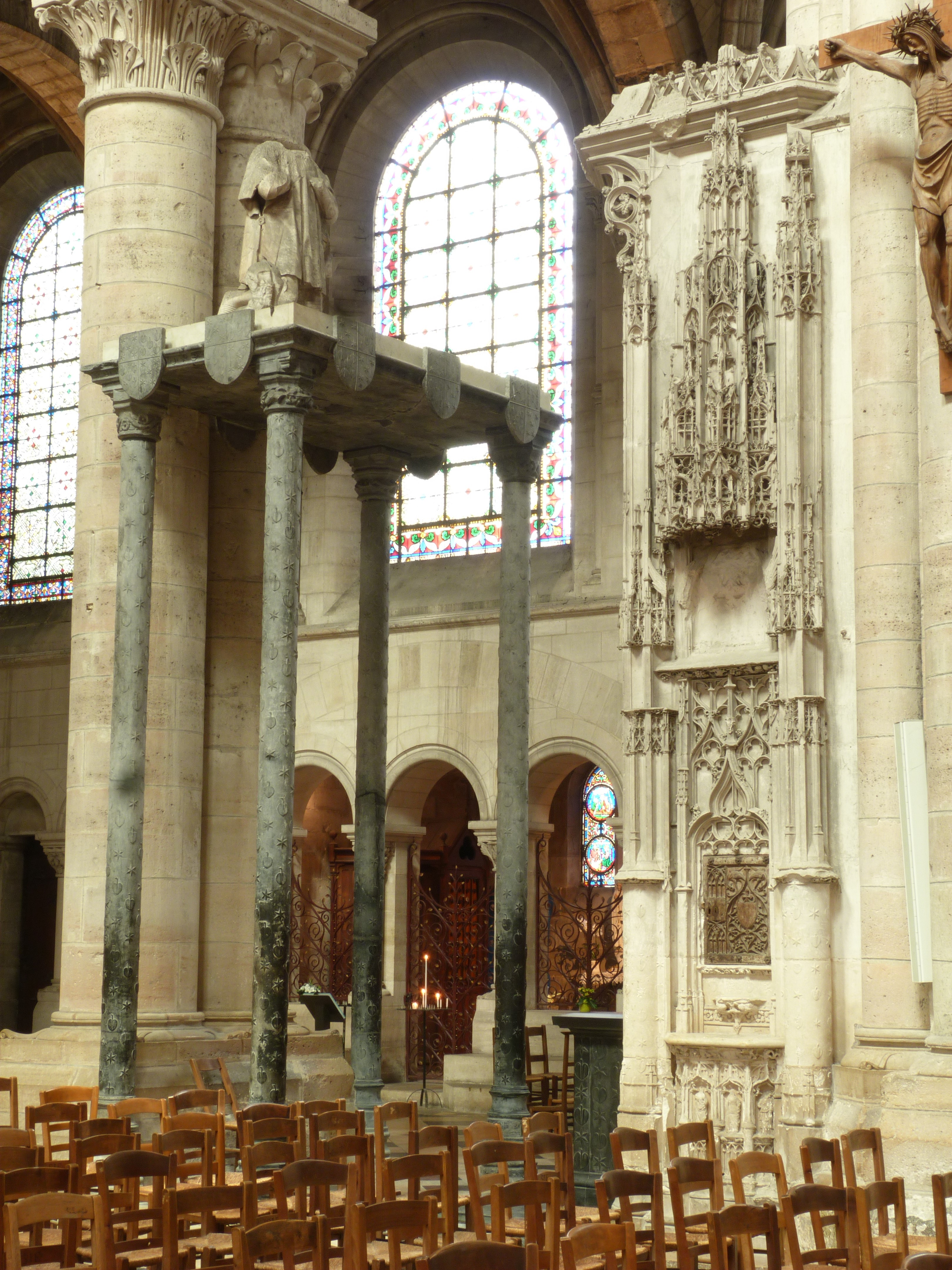
Vue générale du monument des Salazar, avec le coté du retable et le baldaquin en pierre bleue.

La quatrième entrecolonnement nord de la nef abrite un monument funéraire tout à fait particulier, commandé par l’archevêque Tristan de Salazar en l’honneur de ses parents défunts, Jean de Salazar et Marguerite de la Trémoïlle, et achevé en 1516. Le projet comporte dès 1493 deux éléments complémentaires, formant un écrin spectaculaire pour des messes privées funéraires, mêlant piété chrétienne pour le salut des âmes de ses parents, et promotion personnelle de Salazar,

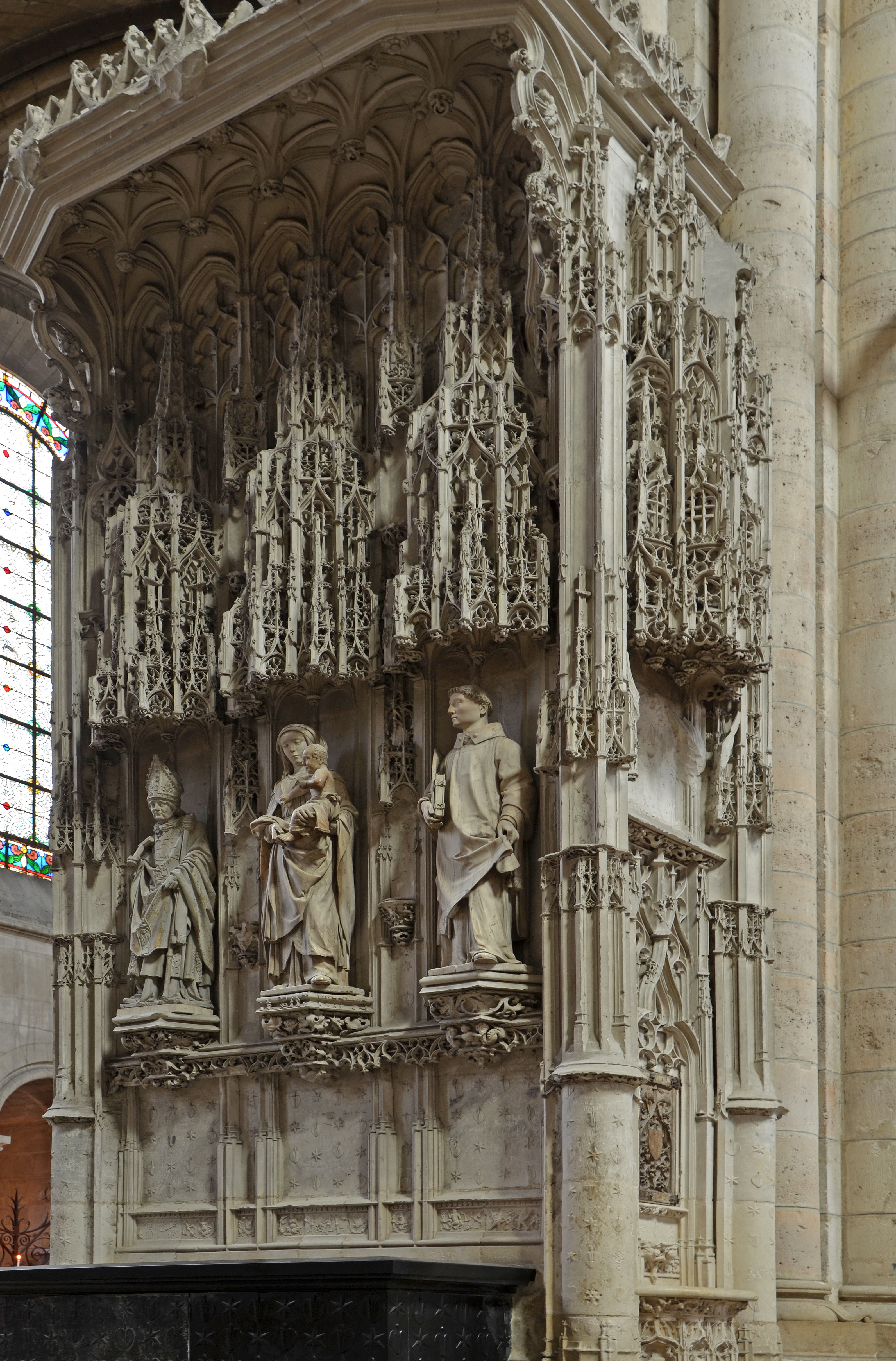
Face principale du retable du monument des Salazar.

Le premier, à l’ouest, est un autel privé adossé à un monumental retable parallélépipédique en calcaire blanc, dans un style gothique tardif exubérant, où commence à poindre une certaine sensibilité Renaissance. Il est orné d’éléments micro-architecturaux, arcades, remplages et dais dont le fourmillement évoque à la fois la richesse de l’archevêque et le savoir faire des sculpteurs de la fin de Moyen Âge qui travaillèrent également à la construction du transept nord de la cathédrale. Sa face principale comporte trois statues, dont deux (le saint Étienne et la Vierge à l’Enfant) sont des œuvres du sculpteur Guillaume Chaleveau, dont le style illustre assez bien l’école de sculpture de Tours autour de 1500, réalisant la transition entre l’art gothique et la Renaissance. La troisième statue représentant un saint évêque est un remploi tardif remplaçant un saint Jean de Chaleveau dérobé au XVIe siècle.
La seconde partie du monument est un haut baldaquin composé de quatre fines colonnettes portant un table de pierre sur laquelle est juché le priant de Jean de Salazar, décapité à la Révolution. Cette structure sans équivalent, en pierre bleue de Belgique et intégralement recouvert de son meuble héraldique impose l’image et le lignage de l’archevêque Tristan de Salazar dans l’espace de la cathédrale de Sens. Mise à terre à la Révolution, elle a été remontée par anastylose en 1943 sous la direction de l’architecte Jean Trouvelot.

### Le transept

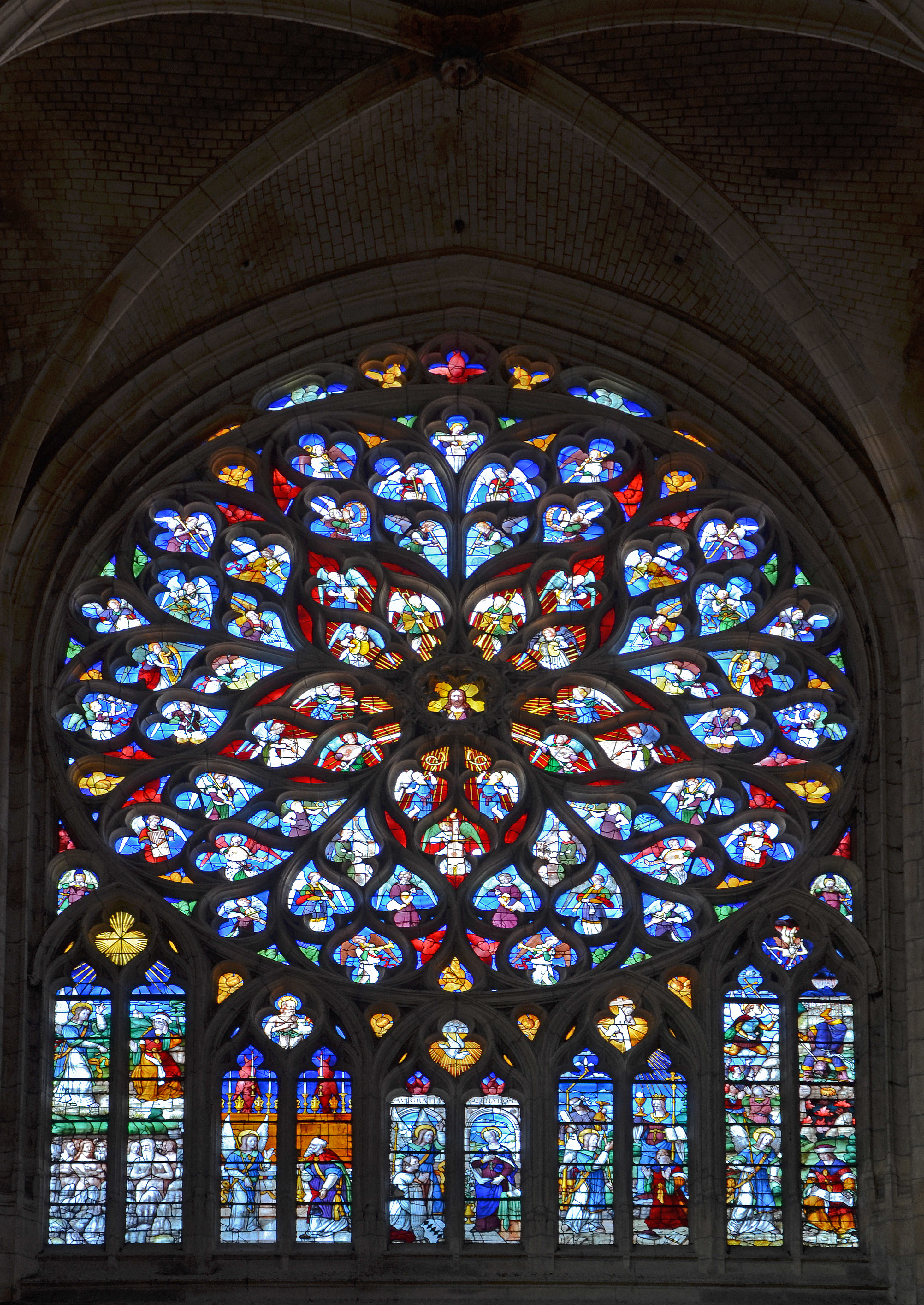
La rosace nord du transept de la cathédrale ou rosace du Concert Céleste, à cinq branches (1516).

Œuvre de l'architecte Martin Chambiges et de style gothique flamboyant, l'élévation du transept ne comporte plus que deux étages : grandes arcades et fenêtres hautes. Le triforium a été supprimé conformément aux règles de l'époque, pour accroître la dimension des fenêtres hautes. De plus l'architecte a surélevé la voûte qui atteint ici 27 mètres au sud et 27,5 au nord (contre 24,4 ailleurs).
Avec ses deux gigantesques et splendides verrières qui l'illuminent aux deux extrémités, le transept apparaît comme un énorme vaisseau de lumière.

### Le chœur

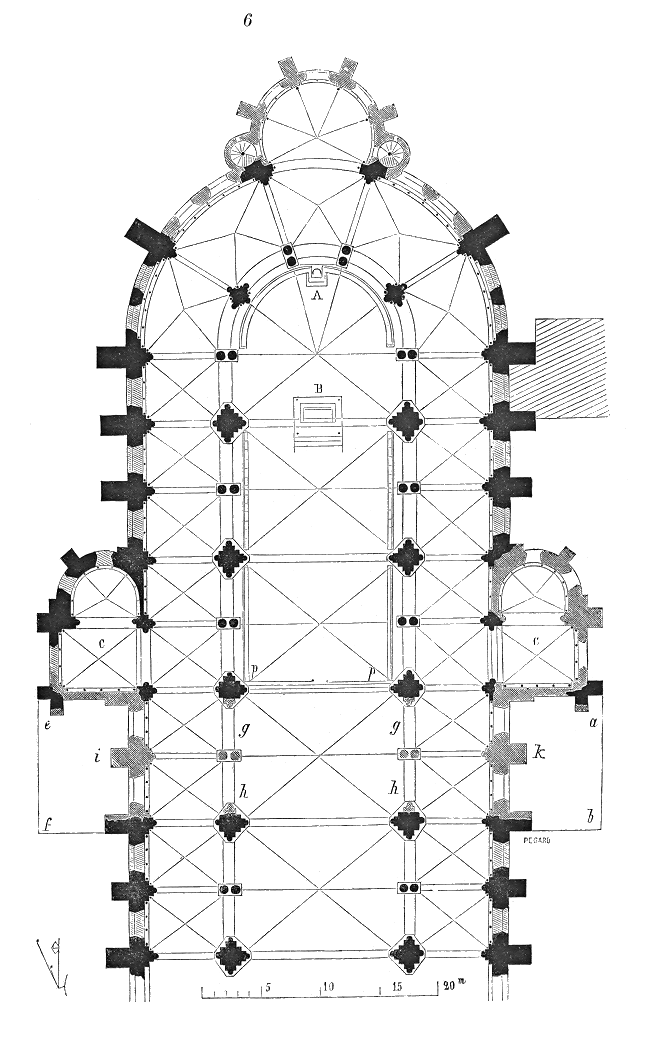
Plan du chœur et des chapelles du transept par Viollet-le-Duc.

L'élévation à trois étages est semblable à celle de la nef.

#### Le dispositif à l'origine

##### Le déambulatoire et les chapelles
Le chœur est bordé par un déambulatoire qui comporte de chaque côté cinq travées droites à voûtes sexpartites, reliées par un rond-point à cinq pans.
Plusieurs chapelles sont disposées autour du déambulatoire : 
- la première chapelle latérale nord est un baptistère dédié à saint Jean-Baptiste qui a conservé un chœur roman ;
- la première chapelle latérale sud abrite une statue de Notre Dame du XIVe, au culte de laquelle elle est consacrée ;
- la très lumineuse chapelle axiale du XIIIe siècle évoque  saint Savinien, martyr et premier évêque de Sens : le vitrail relatant la vie du saint est masqué par une sculpture du XVIIIe siècle représentant sa décollation.

La chapelle axiale est encadrée par deux autres chapelles des XVIe et XVIIIe siècles, celle de gauche abritant le tombeau du Dauphin de France (1729-1765) et de sa femme Marie-Josèphe de Saxe (1731-1767), parents des rois Louis XVI, Louis XVIII et Charles X de France, de la reine Clotilde de Sardaigne et de Madame Élisabeth, "la plus pure victime de la Révolution Française". C'est une œuvre de 1777 de Guillaume Coustou, aidé de Julien et de Beauvais.
Au nord, on trouve une série d'arcatures aveugles encore de type roman, présentant de fort beaux chapiteaux qui datent du XIIe siècle. Sous l'une de ces arcatures on remarque la statue de Thomas Beckett.

#### Les aménagements tardifs

##### Le décor duXVIIIesiècle

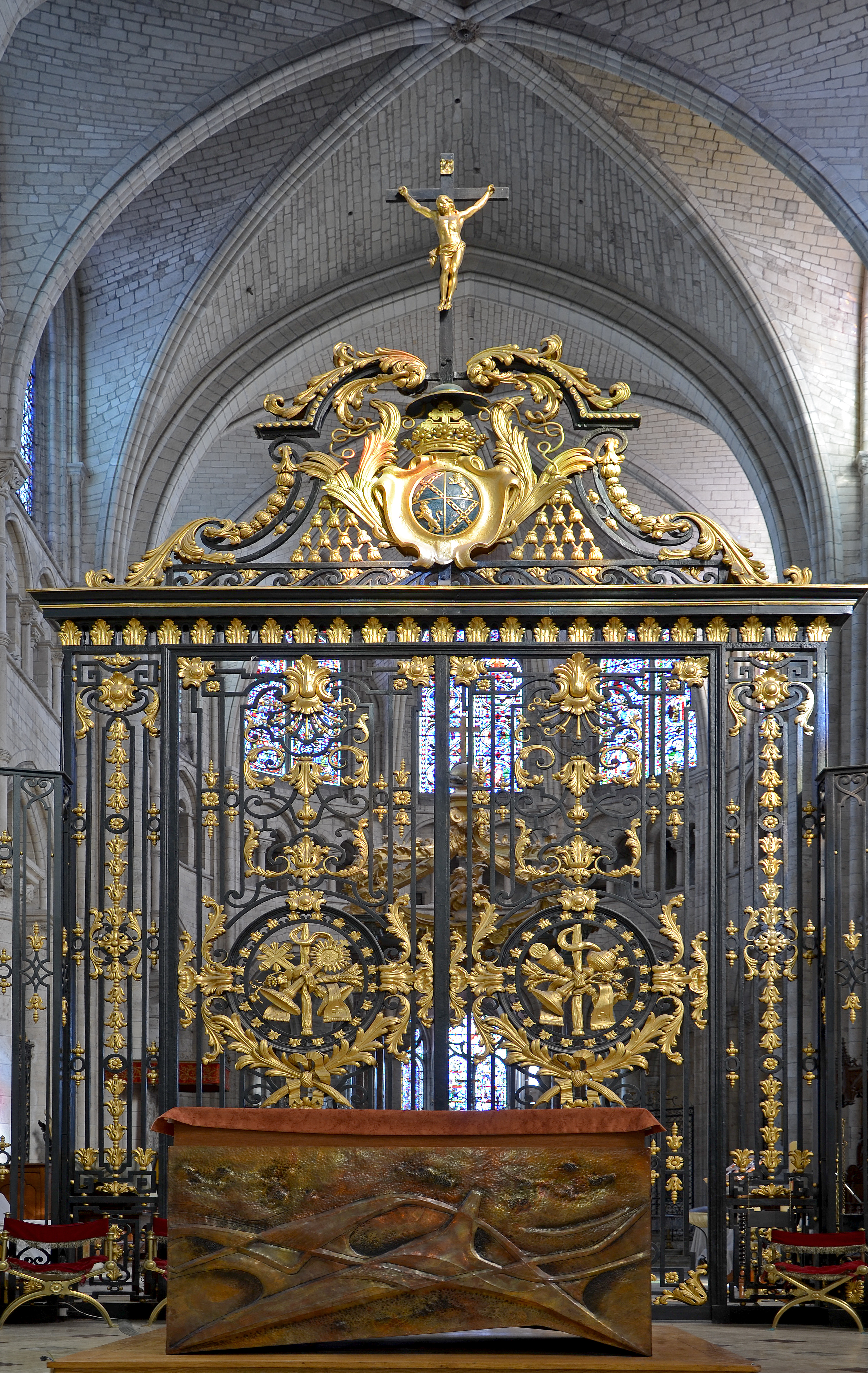
Le chœur de la primatiale derrière sa grille de fer forgé, œuvre de Guillaume Doré.

À l'instigation du cardinal de Luynes et du chapitre, les grilles qui clôturent actuellement l'entrée du chœur sont réalisées en 1762 par le serrurier parisien Guillaume Doré. Un nouveau jubé remplace également de celui du XIIIe siècle. Il a été supprimé en 1868, mais une maquette ainsi que les statues qui l'ornaient (Foi, Espérance, Charité et Justice) ont été conservées au musée archéologique de Sens, dans le palais archiépiscopal voisin.
Le maître-autel, œuvre de Servandoni, date de 1742. Il est surmonté d'un baldaquin supporté par quatre colonnes de marbre rouge provenant du monument dédié à Louis XIV place de la Victoire à Paris. Derrière le maître-autel, se trouve l'autel des Saints-Pierre-et-Paul. Le grand lutrin du XIXe siècle, vandalisé en 1987, a retrouvé sa place après avoir été restauré par Olivier Morel (financement pas la DRAC) en 2015.

##### La chapelle Sainte-Colombe

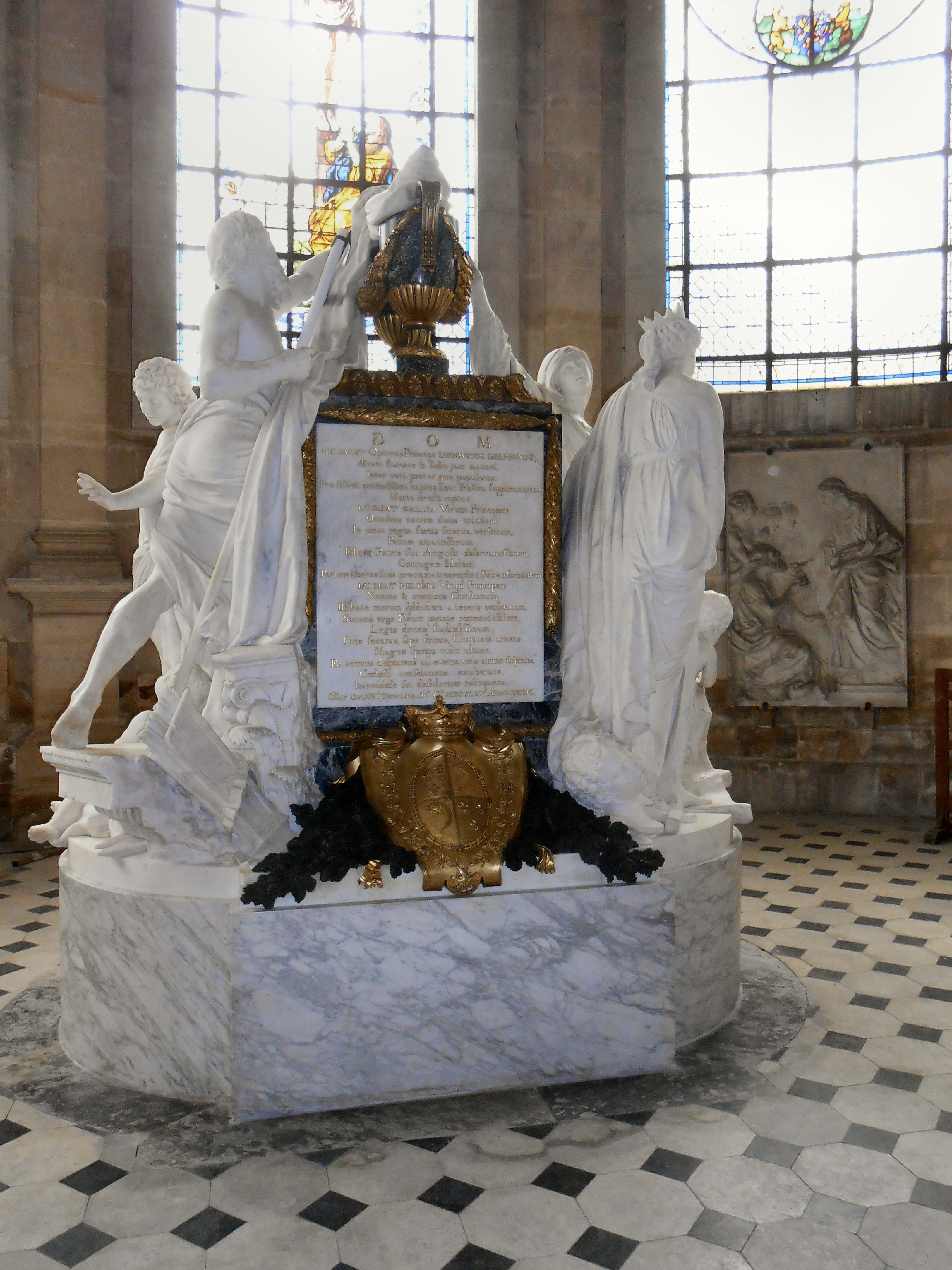
Vue du tombeau du dauphin et de la dauphine, fils du roi Louis XV décédés en 1765 et 1767 (parents de Louis XVI de France).

Le dauphin Louis, fils de Louis XV, mourut de la tuberculose le 20 décembre 1765 au château de Fontainebleau. Selon ses dernières volontés, son corps fut inhumé dans la cathédrale de Sens. La dépouille de la dauphine Marie-Josèphe de Saxe, morte deux ans plus tard du même mal, fut également transportée à Sens.
Le tombeau fut réalisé par Guillaume Coustou (fils) sur des dessins de Cochin et des propositions de Diderot. Il est composé de groupes allégoriques évoquant les vertus du prince : l'Immortalité et la Religion et le Temps et l'Amour conjugal. Achevé en 1776, le tombeau fut exposé au Salon de 1777, puis installé au milieu du chœur de la cathédrale de Sens en décembre 1777.
Ne pouvant rester caché aux yeux des vandales révolutionnaires, on décida de démonter le monument en 1793. Le travail fut confié à un sculpteur du nom de Pierre Person, élève de Bridan, qui abrita les morceaux démembrés dans la chapelle Sainte-Colombe. Les sculptures subirent quelques mutilations. La tombe elle-même fut profanée et les dépouilles princières jetées dans une fosse commune.
À la Restauration, Louis XVIII fit replacer dans le tombeau les restes de ses parents, ordonna la réparation et la remise en place de la stèle qui retrouva sa place au milieu du chœur.
Au milieu du XIXe siècle, le clergé et les fidèles de la cathédrale tombèrent d'accord pour juger que le tombeau gênait considérablement la vue du maître-autel et pour décider son transfert dans une chapelle latérale. En 1852, il retrouva donc la chapelle Sainte-Colombe, chapelle axiale nord, de plan ovale, construite entre 1704 et 1710. Cette sculpture de Coustou est toujours à la même place aujourd'hui, avec une bonne partie de ses éléments d'origine.
Une dalle funéraire placée dans le chœur marque l'emplacement ancien du tombeau et l'entrée du caveau où les restes du prince et de la princesse furent replacés.

## Vitraux
La cathédrale possède une très belle collection de vitraux du XIIIe siècle au XVIIIe siècle. La plupart des vitraux se trouvent dans les déambulatoires du chœur et dans les deux croisillons du transept et datent surtout du XIIIe siècle et du XVIe siècle.

### Les vitraux duXIIIesiècledu déambulatoire

#### Les paraboles
Dans la partie nord du déambulatoire, un vitrail décrit la parabole du Bon Samaritain en faisant un parallèle à chacun de ses trois stades avec l'histoire religieuse : 
- l'agression et la chute du voyageur avec l'échec des premiers hommes par le pêché originel,
- la non-assistance par un prêtre de passage avec l'échec de Moïse à détourner par la loi les Israélites de l'idolâtrie,
- l'intervention du bon Samaritain qui confie le voyageur à un hôtelier avec le sacrifice du Christ.

Un autre vitrail évoque l'histoire du Fils prodigue.
Un fils demande sa part d'héritage à son père qui la lui accorde.
Il fréquente les prostituées et mène une vie de fêtard.
Mais bientôt ruiné, il en est réduit à garder les pourceaux avant de revenir vers son père.
Celui-ci le recueille et fait égorger le veau gras pour un banquet.
Le second fils apprend le retour de son frère et s'en offusque, son père intervient pour qu'il réintègre la maison.

#### Thomas Becket parmi les martyrs de l'Église

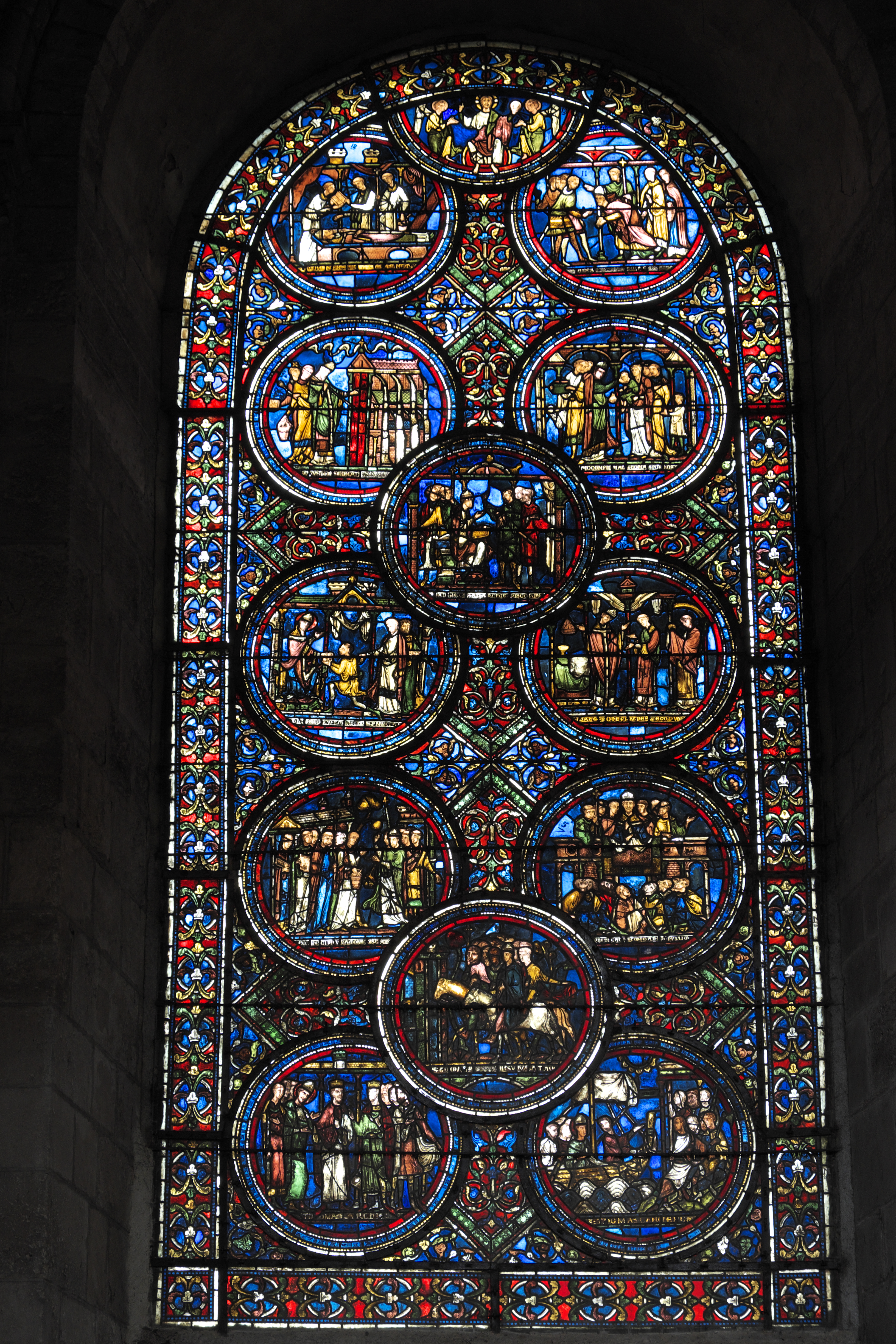
Grand vitrail de saint Thomas Becket (côté Nord du déambulatoire du chœur).

Un vitrail fameux du XIIIe siècle se trouve dans le déambulatoire Nord du chœur. Il commémore la venue au XIIe siècle de Thomas Becket, archevêque de Cantorbéry. Celui-ci se réfugie à Sens pour se protéger de la colère du roi Henri II d'Angleterre, contre lequel il défendait les privilèges notamment judiciaires de l'Église. Il retourne par la suite en Angleterre où il est assassiné par des envoyés d'Henri II. L'autorité morale du roi est grandement affectée par ce meurtre qui lui est imputé.
Dans le chœur, un vitrail relatif à saint Étienne est associé à deux autres vitraux évoquant d'une part la Nativité, d'autre part la Passion du Christ :
- les représentations autour du thème de la Nativité se concentrent sur le rôle de la Vierge et l'adoration des rois mages,
- celles relatives à la Passion ne s'attardent pas sur l'histoire, mais sur les sévices subis par le Christ.

Saint Étienne prêche l'Évangile à Jérusalem, rencontrant l'hostilité des tenants de la tradition juive. Il est condamné par les autorités, puis conduit hors de la ville pour être lapidé.

### Croisillonsdu transept

#### Le bras sud du transept
Les vitraux du croisillon sud ont été commandés en 1500 aux maîtres verriers troyens Liévin Vavin, Jehan Verrat et Balthazar Gondon.
Le bras sud du transept, se termine par une immense verrière de 18 mètres de hauteur. La partie inférieure de la verrière est constituée d'une claire-voie consacrée à la vie et au martyre de saint Étienne. Au-dessus se trouve l'énorme rosace à six branches, représentant le Jugement dernier et la résurrection des morts.
Les fenêtres latérales occidentales du croisillon évoquent la découverte (inventio) et le transfert (translatio) des reliques de Saint Étienne.
Les fenêtres latérales orientales nous offrent un bel arbre de Jessé à la gloire de la Sainte Vierge, qui débute par une annonciation ainsi qu'une vierge à la licorne, mythe de l'époque qui évoque ici l'incarnation du Christ. Y figure aussi la vie de saint Nicolas offerte par la confrérie des gens de justice de l'évêque, qui officiaient dans le palais synodal mitoyen. Ils sont représentés en bas du vitrail par un official (magistrat ecclésiastique), un juge, un notaire et un avocat, avec d'autres saints protecteurs tel saint Yves. L'archevêque était juge au spirituel, mais aussi au temporel en tant que vicomte de Sens. Saint Nicolas est représenté intervenant pour sauver de la décapitation trois officiers injustement condamnés.

#### Le bras nord du transept
Les vitraux du croisillon nord ont été exécutés par les maîtres verriers sénonais Jean Hympe l'ancien et fils, la rosace par Jean Hympe fils et Tassin Gassot.
Il est éclairé par une verrière de quinze mètres de haut composée de la rosace dite du Concert céleste, dans lequel 62 anges jouent de 32 instruments de musique différents. Elle comporte cinq branches et surplombe une claire-voie de cinq fenêtres à lancettes géminées montrant cinq apparitions de l'archange Gabriel. Ce dernier est le patron du donateur, le doyen du chapitre Gabriel Gouffier, qui a commandé la rosace.
Les vitraux disposés côtés Est et Ouest de la rosace représentent l'histoire biblique des patriarches Abraham, Isaac, Jacob et Joseph. Ils racontent divers événements depuis le départ d'Abraham pour Canaan. Certains de ces évènements sont populaires à l'époque car évocateurs de la vie du Christ : annonciation à Abraham par trois anges de la naissance d'un fils, acceptation par Isaac de sacrifier son propre fils comme le fera Dieu lui-même, réussite de Joseph auprès du pharaon après avoir été abandonné dans une citerne par ses frères, écho de la réussite de la religion chrétienne après le supplice du Christ.
Les séries de vitraux aux deux angles avec le transept représentent d'un côté les seize archevêques de la ville ayant été canonisés et en face six saints protecteurs de la ville de Sens, dont sainte Colombe. Tous ces vitraux datent du début du XVIe siècle, sauf le dernier réalisé au siècle suivant par Antoine Soulignac, en 1646 précisément.

## Orgue de tribune

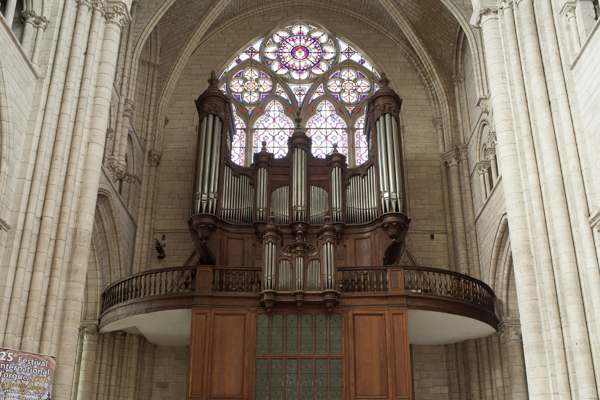
L'orgue de tribune.

La cathédrale possède des orgues depuis le XVe siècle, placées dans le bas-côté Nord et inaugurées en 1440. L'instrument est reconstruit en 1560 et connaît quelques augmentations en 1609. En 1722, il est placé dans le chœur et en 1729 il est démonté pour être placé dans la tribune (construite par Claude Sullereau) car la disparition du jubé et le réaménagement du chœur avec l'installation du baldaquin le nécessitent. Les travaux, réalisés par un facteur de Troyes, François Mangin, sont terminés en 1734, avec un nouveau buffet et un positif de dos. L'orgue est restauré en 1774 et relevé en 1804 et augmenté en 1890, après des années de délabrement. Il est inauguré par Maurice Sergent, l'organiste de Notre-Dame de Paris. Il est réaménagé en 1937.
L'orgue est classé monument historique en 1973. Une grande restauration a lieu de 1983 à 1991.
Composition
Les tractions sont mécaniques.
| Positif 54 notes |
| Bourdon 8'       |
| Montre 4'        |
| Flûte 4'         |
| Nazard 2 2/3'    |
| Doublette 2'     |
| Tierce 1 3/5'    |
| Fourniture III   |
| Cymbale II       |
| Cromorne 8'      |

| Grand-Orgue 54 notes  |
| Montre 16'            |
| Bourdon 16'           |
| Montre 8'             |
| Flûte (dessus) 8'     |
| Bourdon 8'            |
| Prestant 4'           |
| Flûte 4'              |
| Grosse Tierce 3 1/5'  |
| Quinte 2 2/3'         |
| Quarte de nazard 2'   |
| Cornet 8' V (Do-Sol3) |
| Fourniture V          |
| Cymbale III-IV        |
| 1re Trompette 8'      |
| 2e Trompette 8'       |
| Voix humaine 8'       |

| Récit 39 notes |
| Bourdon 8'     |
| Flûte 4'       |
| Nasard 2 2/3'  |
| Flûte 2'       |
| Tierce 1 3/5'  |
| Trompette 8'   |
| Hautbois 8'    |

| Écho 44 notes  |
| Bourdon 8'     |
| Prestant 4'    |
| Nasard 2 2/3'  |
| Doublette 2'   |
| Tierce 1 3/5'  |
| Larigot 1 1/3' |
| Cymbale III    |
| Cromorne 8'    |

| Pédale 30 notes |
| Contrebasse 16' |
| Soubasse 16'    |
| Flûte 8'        |
| Flûte 4'        |
| Bombarde 16'    |
| Trompette 8'    |
| Clairon 4'      |

## Autour de la cour Sud
La façade Sud de style gothique flamboyant donne dans une cour bordée côté Est par le palais archiépiscopal et côté Ouest par le palais synodal.

### La façade sud

Façade sud.

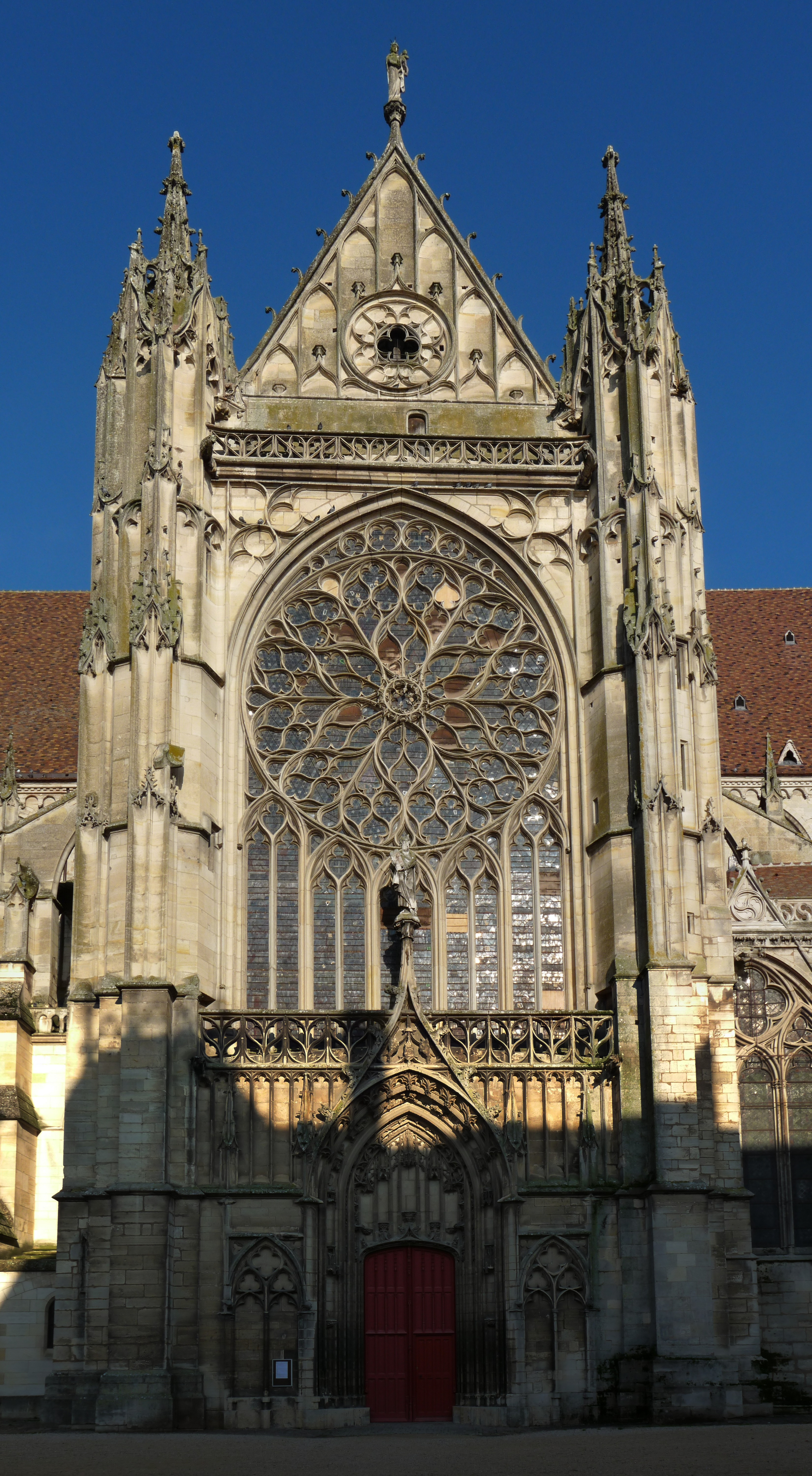
La façade sud et son portail. On doit ce chef-d'œuvre du gothique flamboyant à l'architecte Martin Chambiges.

La façade Sud avec le superbe portail de Moïse date des années 1490-1500 et est l'œuvre du grand architecte Martin Chambiges. Les parties inférieures de la façade datent cependant du XIVe siècle, époque où sa construction débutée a été abandonnée (guerre de Cent Ans).
Le premier architecte de la cathédrale ou Maître de Sens est le premier, semble-t-il, à avoir utilisé la technique des arcs-boutants externes pour soutenir la haute nef de l'édifice. Au milieu du XIIe siècle, cette technique est encore imparfaite, car tout à fait empirique. On ne sait pas avec précision à quel endroit du mur gouttereau de la nef les appliquer, ni quelle courbure leur donner. À Sens, il s'agit d'arcs-boutants simples, à un seul niveau. Le dos ou extrados des chaperons des arcs-boutants primitifs de la cathédrale ne sont pas encore munis d'une rigole d'évacuation des eaux de pluie de la toiture, et ne sont donc pas dotés de gargouilles. Ce système n'apparaîtra pour la première fois que vers 1220-1230, à Notre-Dame de Paris.

### Le palais archiépiscopal
Au Sud du chœur, un escalier communique au-dessus de la sacristie avec les appartements de l'archevêque d'où il est possible de suivre les offices à partir d'une tribune. Le palais du XVIe siècle est disposé en angle avec le chœur, entre cour et jardin. Il abrite aujourd'hui le musée archéologique de la ville de Sens.
La chapelle de l'archevêque expose le trésor de la cathédrale. Parmi les habits sacerdotaux et les objets de culte figurent en particulier :
- deux parements d'autel : le couronnement de la Vierge et l'adoration des rois mages
- un manteau royal brodé de fleurs de lys et bordé d'hermine, pour les offices funéraires à la mémoire du dauphin Louis et de son épouse Marie-Josèphe de Saxe.

La tapisserie de l'adoration des rois mages est vivante et colorée. Près de la Vierge se tient modestement Joseph, autour d'elle les trois rois mages habillés de riches étoffes sont chacun à une étape différente d'une même action d'adoration, sous le regard de gardes et de badauds aux visages triviaux et expressifs.

### Le palais synodal
Le palais synodal est édifié au XIIIe siècle en angle avec le côté sud de la façade de la cathédrale. Il est à deux niveaux et destiné à abriter les activités religieuses suivantes :
- un rez-de-chaussée  dédié au fonctionnement de l'officialité (tribunal religieux)
- à l'étage une grande salle couverte de six voûtes à croisée d'ogives, pour les synodes.

Ce bâtiment est par la suite dénaturé. L'effondrement de la tour sud détruit les voûtes qui ne sont pas rétablies. La grande salle est morcelée en un réseau de pièces desservi par un escalier central. C'est Viollet-le-Duc qui parvient à convaincre l'État d'acquérir le palais et qui en mène à bien la restauration à l'état originel.
Le toit de tuiles à motifs peints est bordé de créneaux et aux quatre angles de tours basses. Les gargouilles ont des formes animales dont certaines représentent notamment la luxure (sexe masculin en érection et sexe féminin béant) ainsi que l'avarice.
La façade sur le parvis est percée de six fenêtres géminées entre lesquelles les contreforts sont décorés de statues :
- des saints associés à la cathédrale : saint Étienne, saint Potentien et saint Savinien ;
- l'archevêque Gautier Le Cornu et Saint Louis, dont la présence simultanée rappelle le mariage du roi de France à Sens.

### Le mariage de saint Louis
Le 27 mai 1234, le mariage de saint Louis et de Marguerite de Provence est célébré en la cathédrale de Sens, par Gauthier le Cornu. Les personnages importants du royaume sont présents et la suite de Louis comprend sa mère Blanche de Castille, ses frères Robert d'Artois et Alphonse de Poitiers, son cousin Alphonse de Portugal, de nombreux nobles dont le fidèle Barthélemy de Roye et plusieurs dames qui assurent la suite de Marguerite. La cérémonie se déroule en deux temps.
Dans un premier temps, une cérémonie extérieure devant l'église commence par la jonction des mains des fiancés par Guillaume de Savoie, évêque de Valence et oncle de Marguerite, symbolisant leur consentement, puis les anneaux sont échangés et, enfin, elle se termine par la bénédiction et l'encensement des époux.
La seconde phase est essentiellement une messe au cours de laquelle sont lus et chantés plusieurs textes. Au moment de l'invocation, le roi reçoit un baiser de l'archevêque qu'il va porter à sa jeune épouse, lui promettant ainsi amour et protection.
Enfin, vient la bénédiction de la chambre nuptiale, rite soulignant leur devoir de procréer. Le lendemain du mariage, le 28 mai 1234, la jeune Marguerite est couronnée reine.

## Galerie

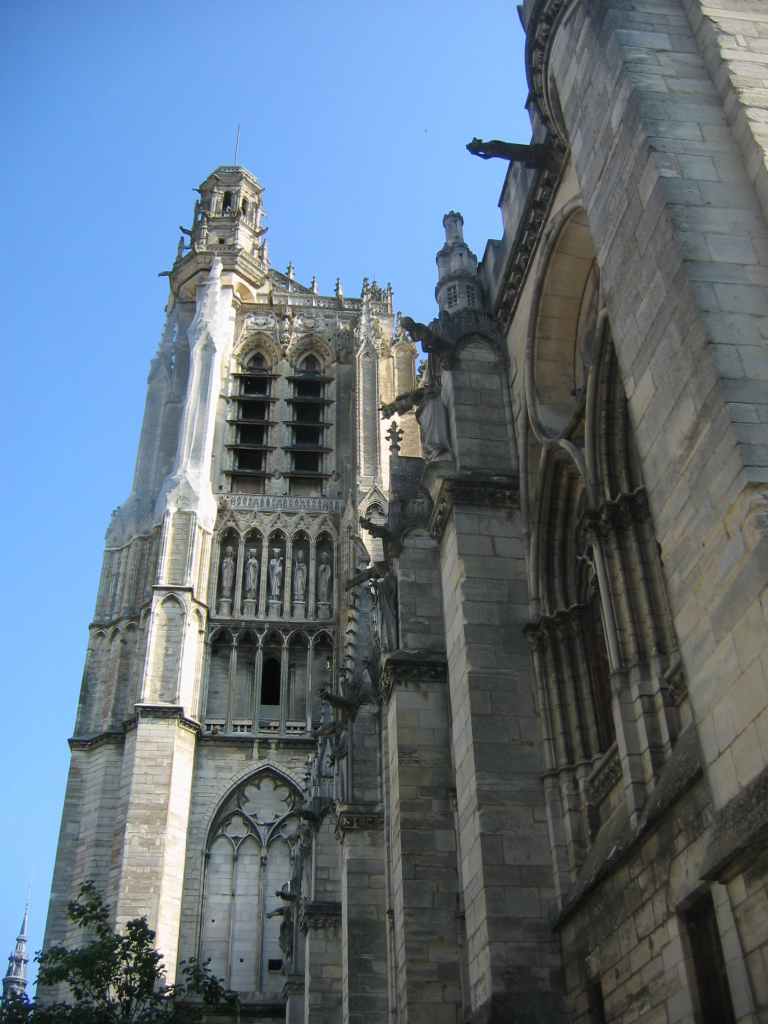
La face postérieure de la tour sud, coiffée de son campanile.
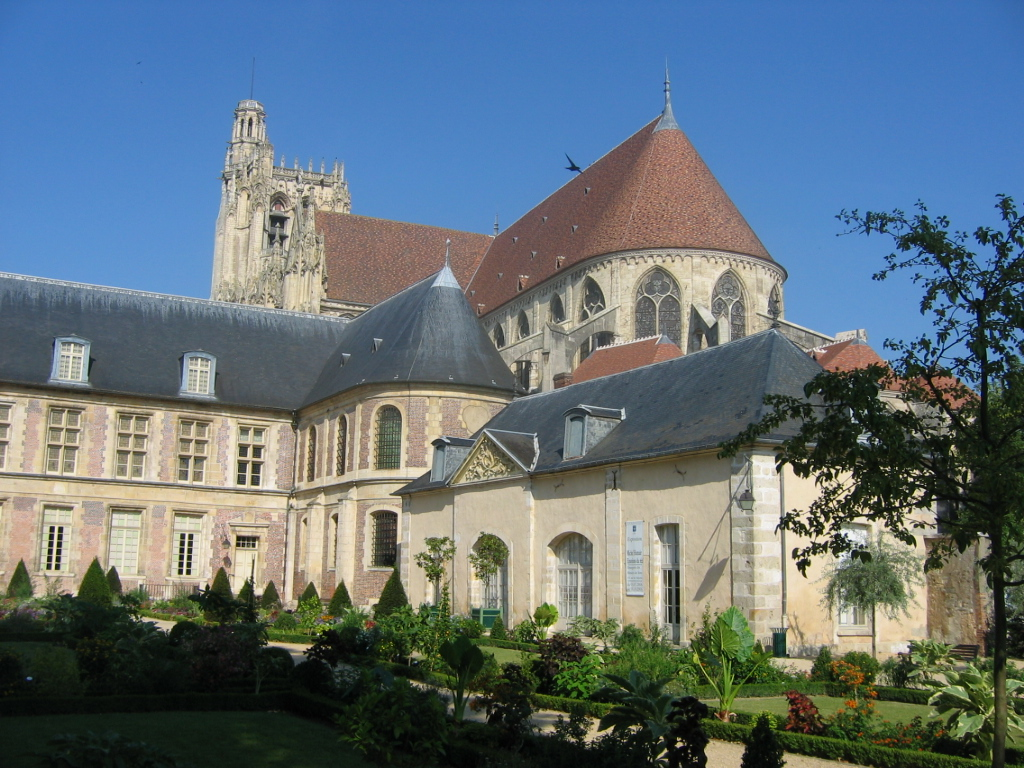
L'ensemble de la cathédrale vue d'est en ouest. À l'avant-plan une aile du palais archiépiscopal.
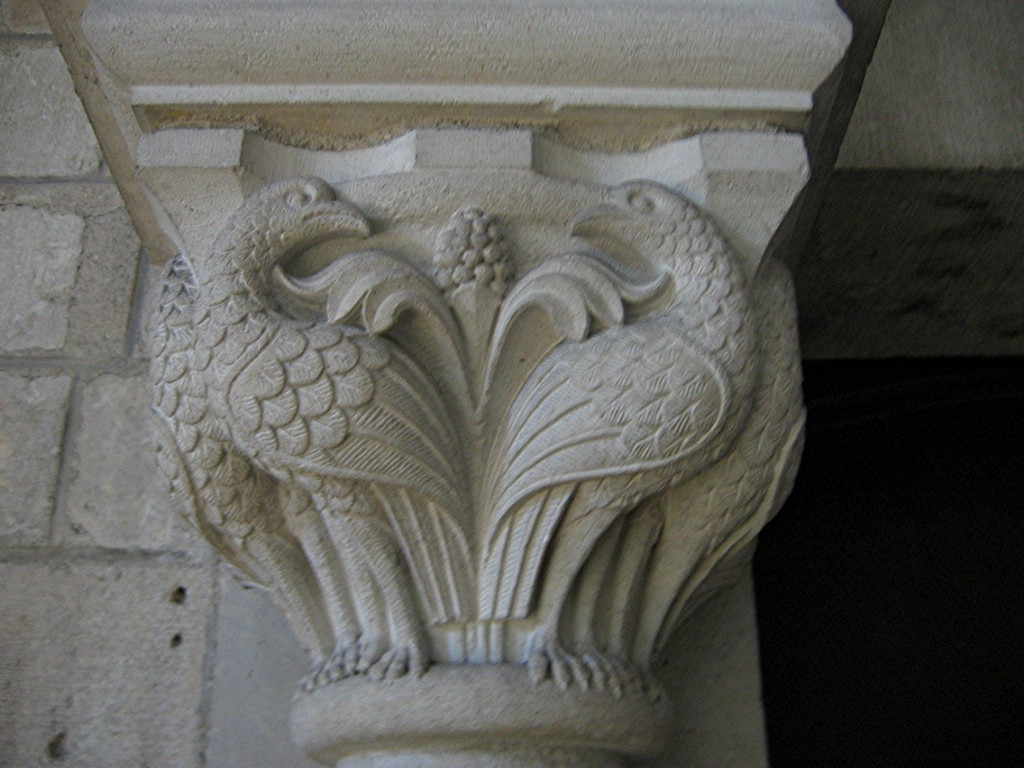
Un des chapiteaux de colonne situé dans le déambulatoire.
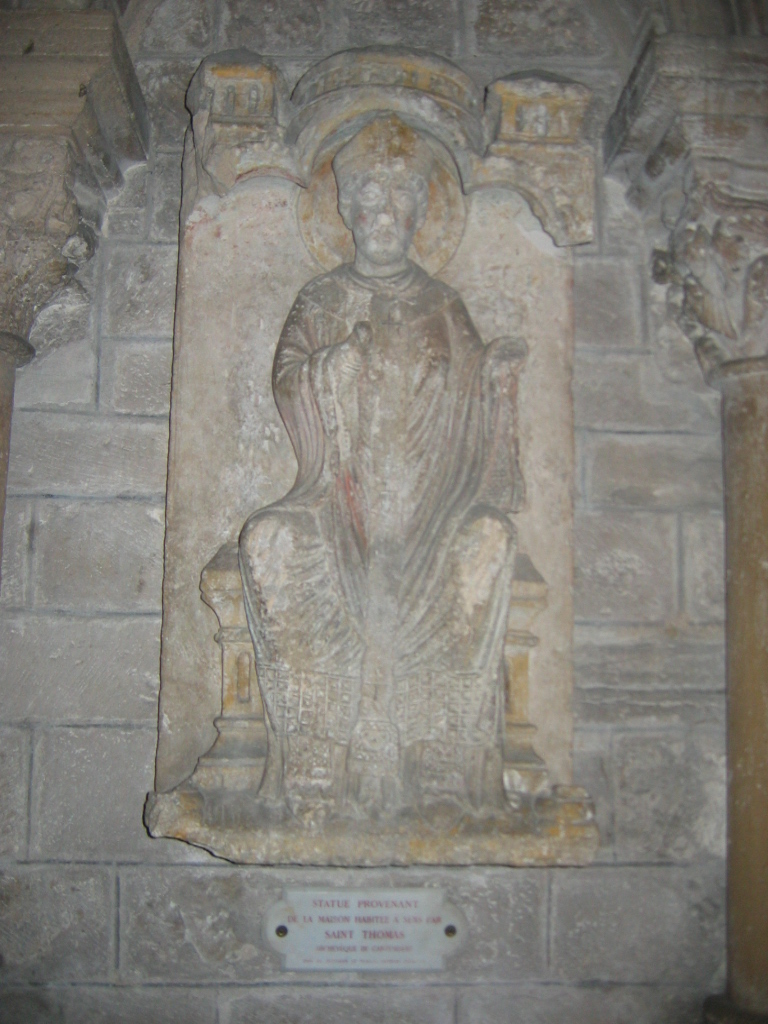
Statue de saint Thomas Beckett sous une des arcatures romanes du déambulatoire.
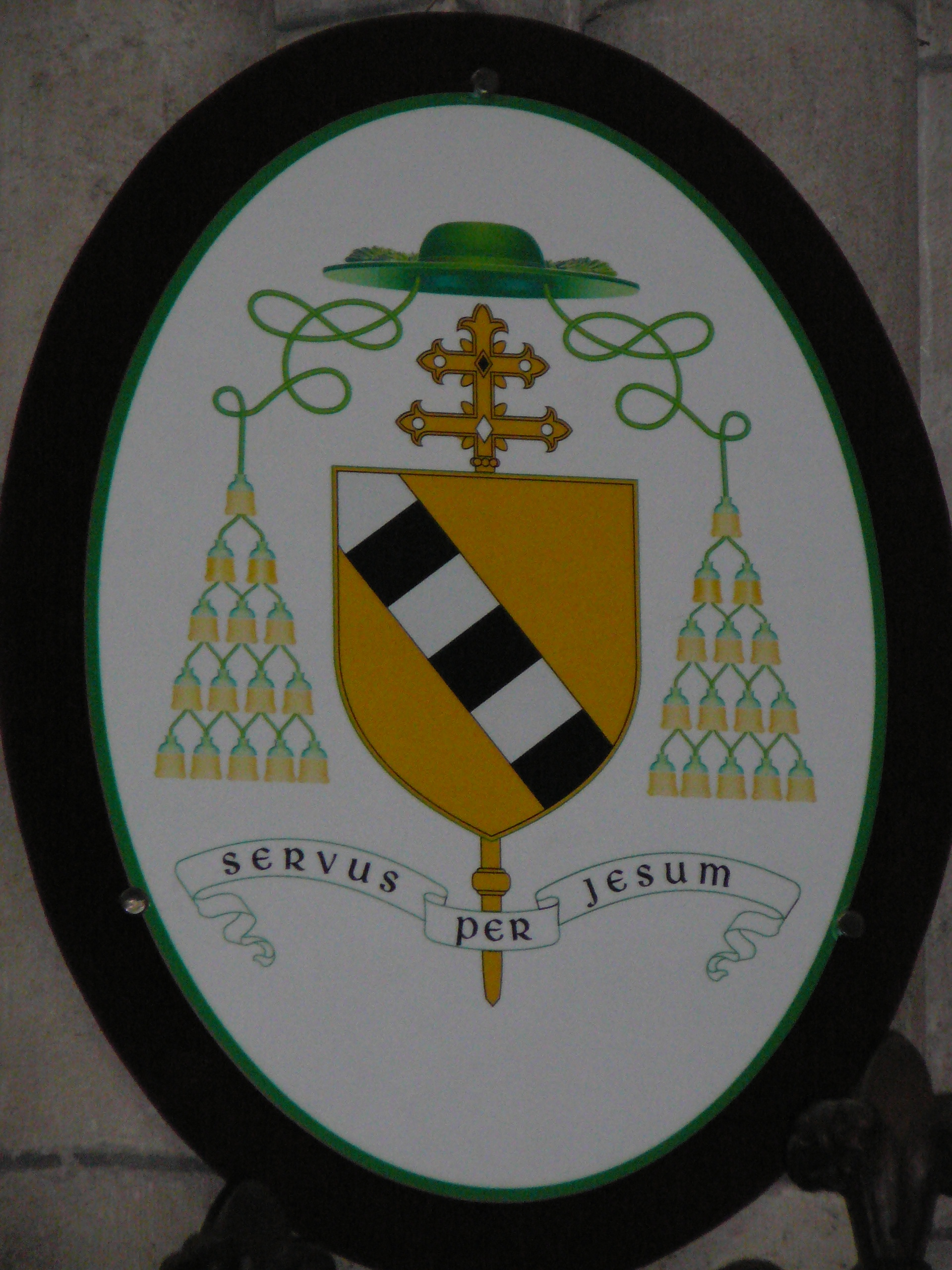
Blason d'un ancien archevêque de Sens, Yves Patenôtre.
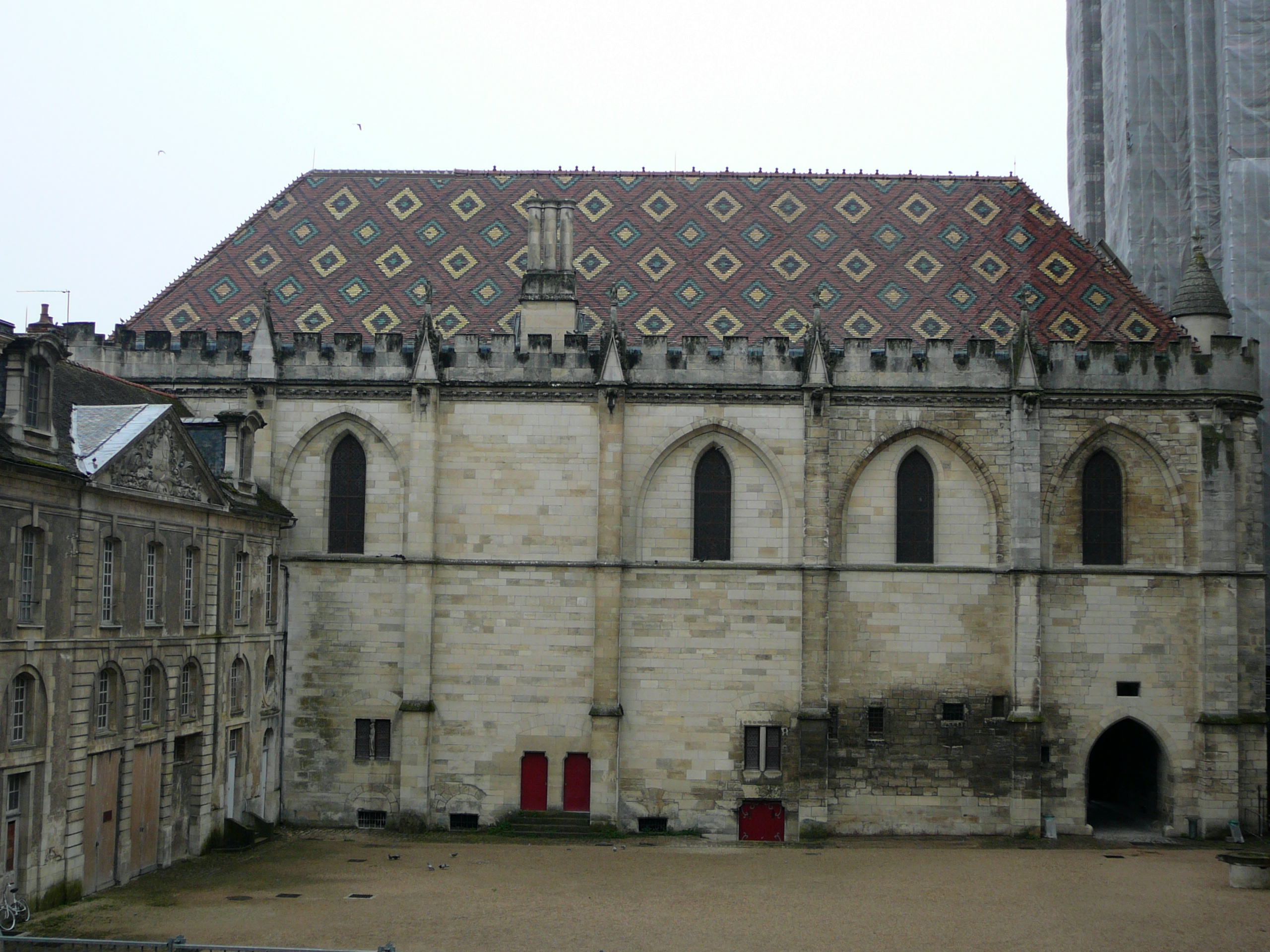
Palais synodal de Sens, vue depuis le palais des archevêques.
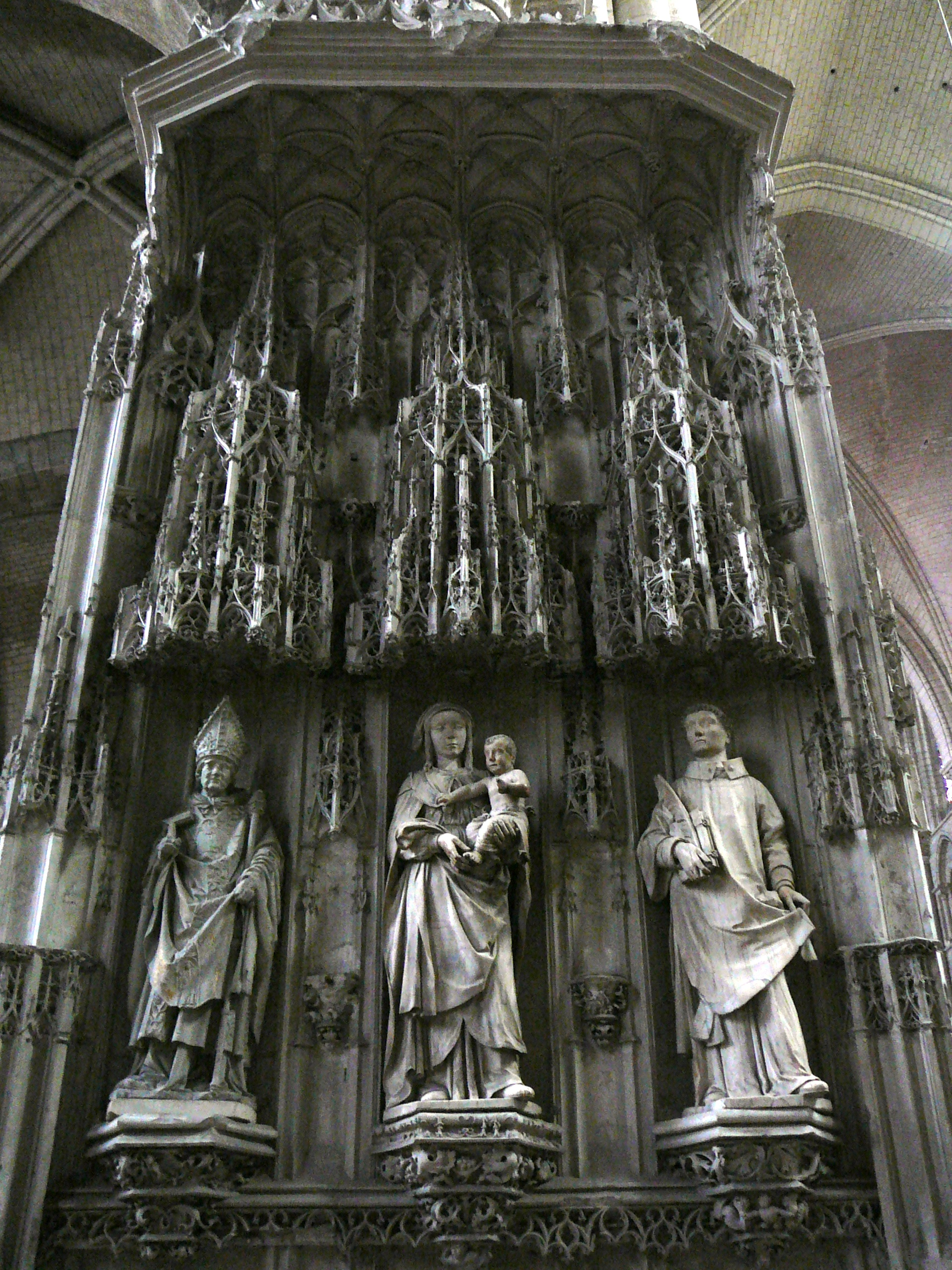
Monument funéraire des Salazar.
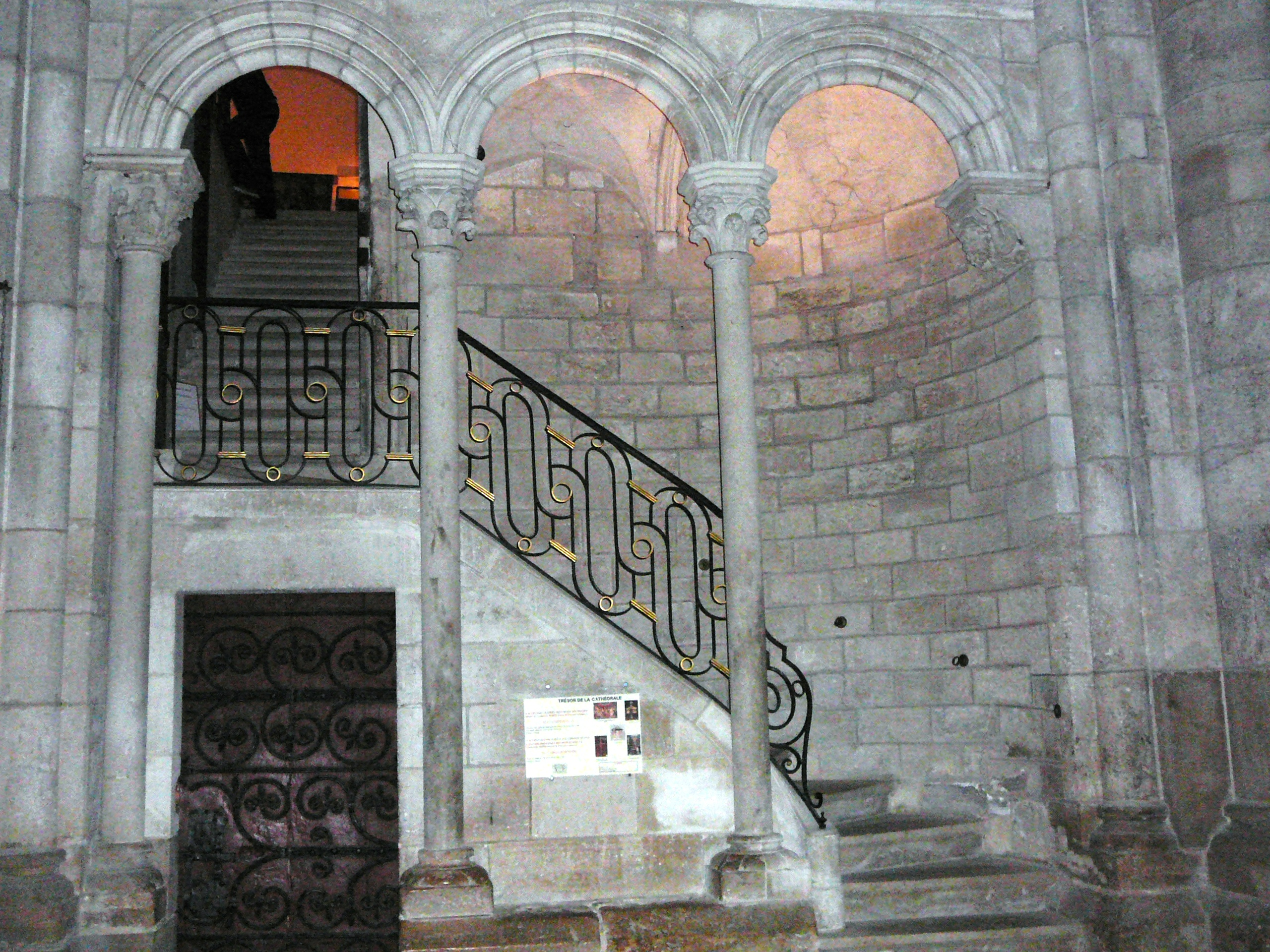
Passage de l'archevêque dans la cathédrale, bas-côté sud du chœur.
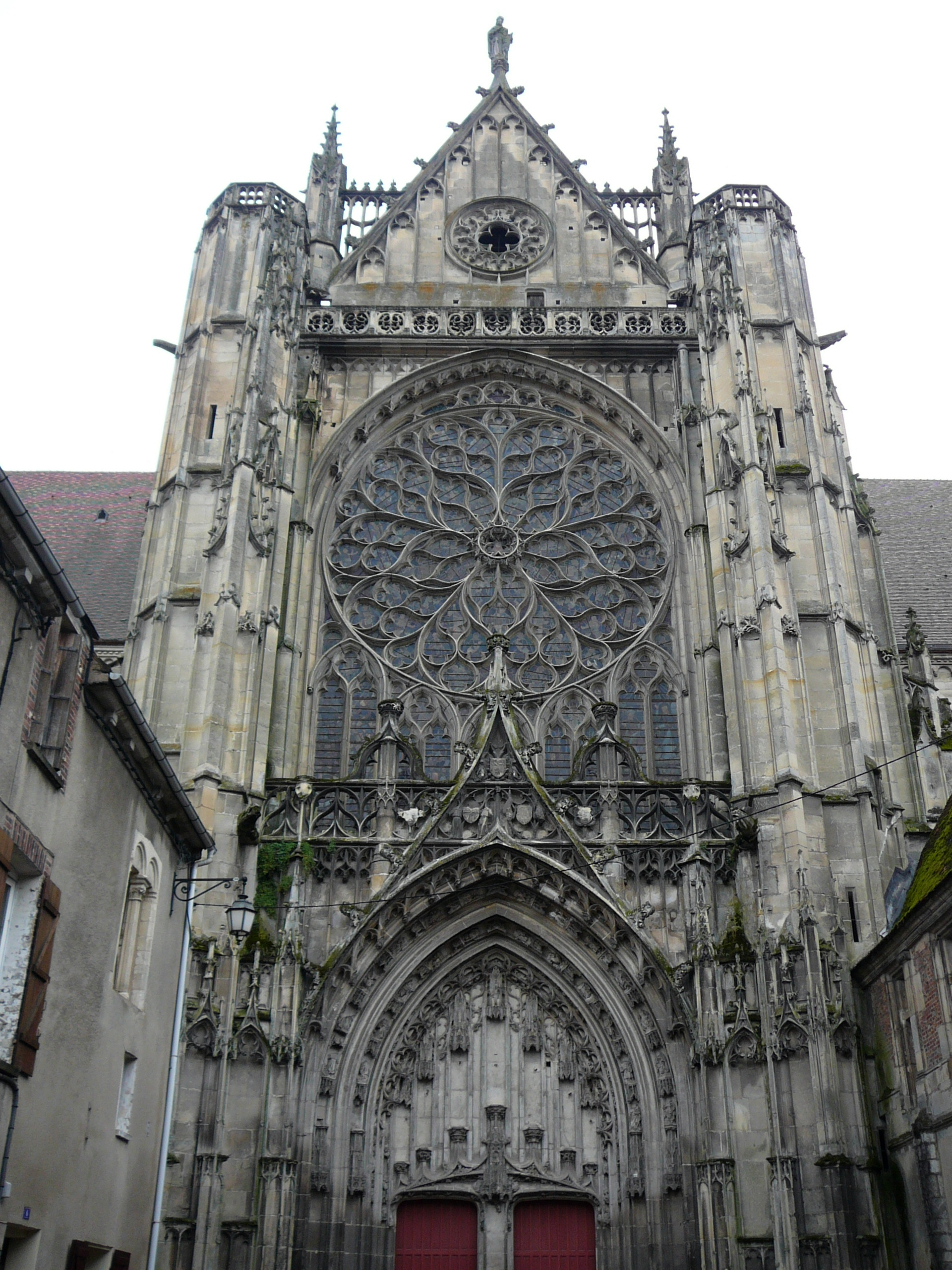
Transept nord de la cathédrale, chef-d'œuvre de Martin Chambiges.
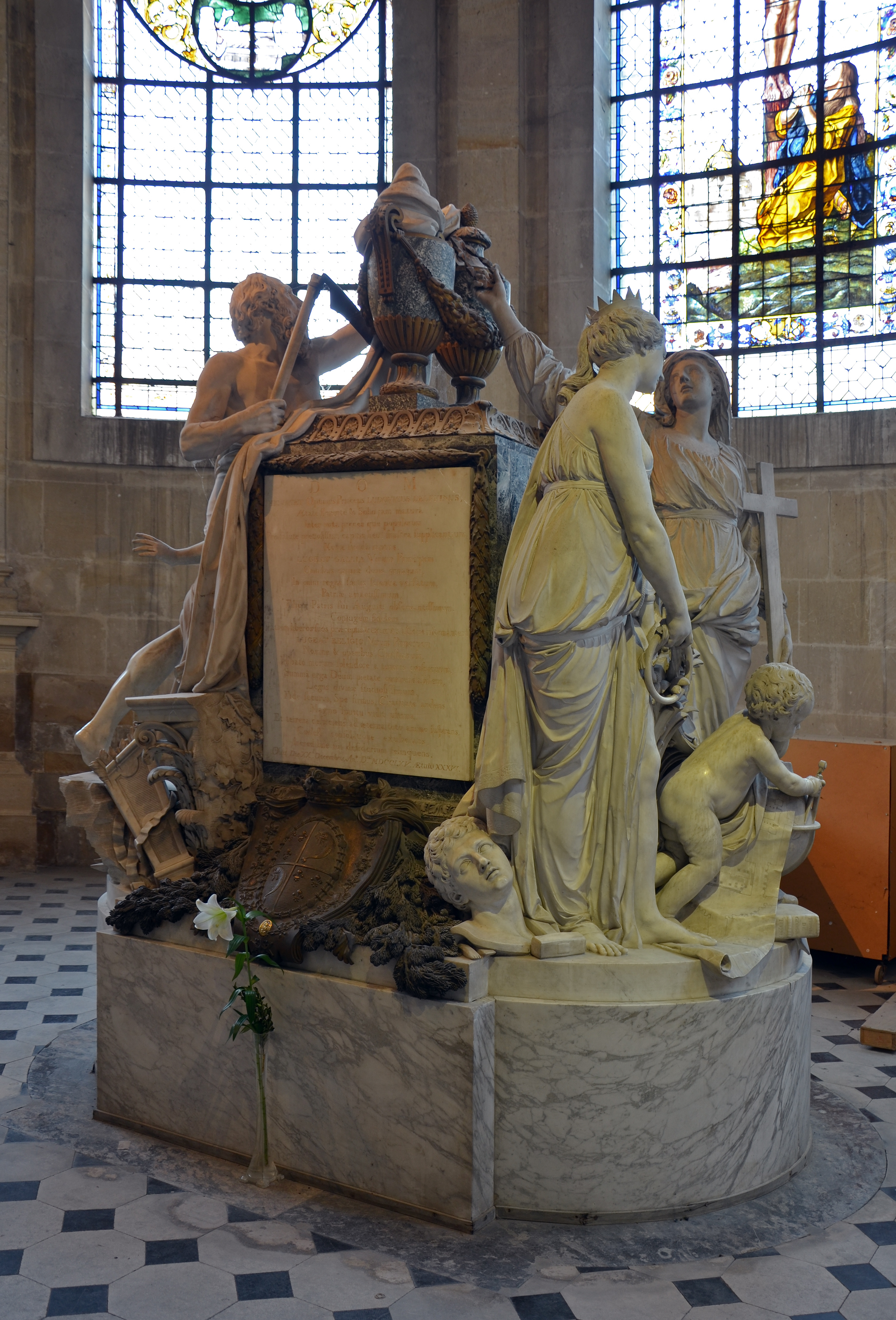
Tombeau du Grand Dauphin par Coustou.
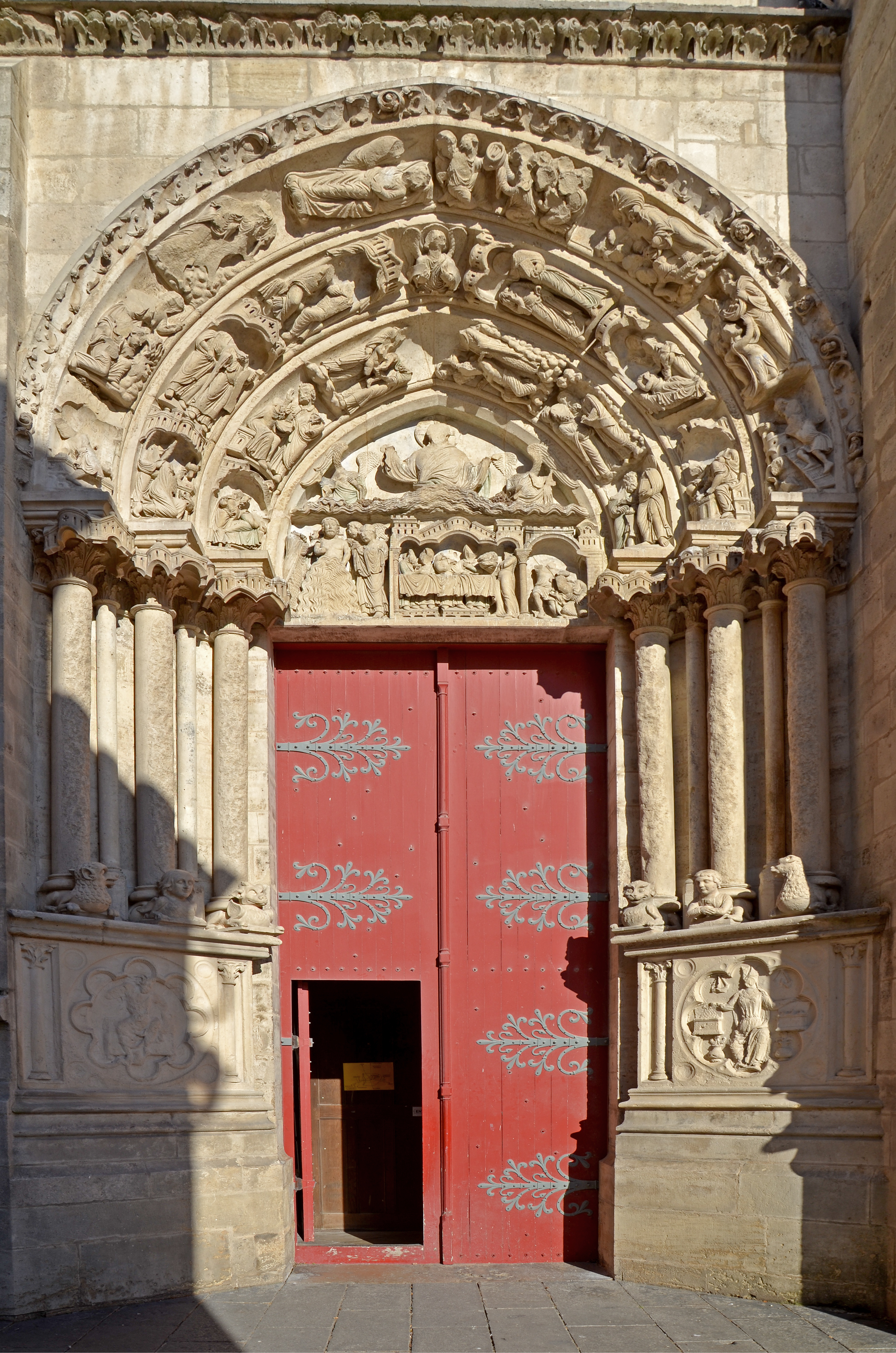
Portail gauche de la façade ouest.
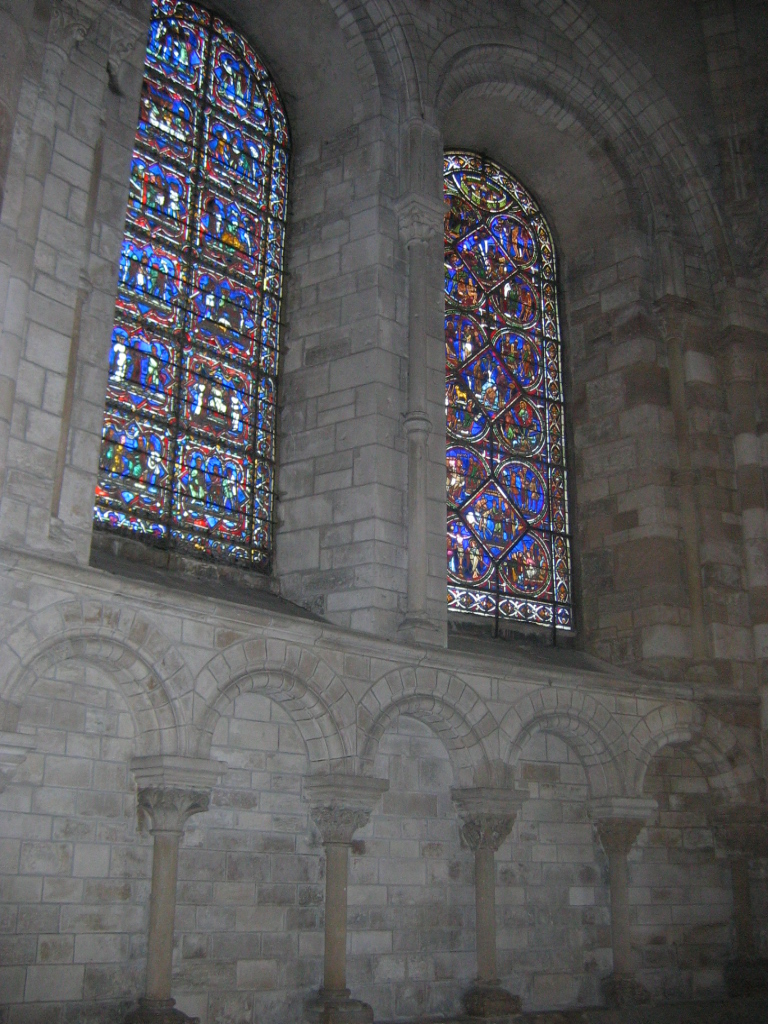
Partie nord du déambulatoire : les arcatures aveugles sont encore de type roman.
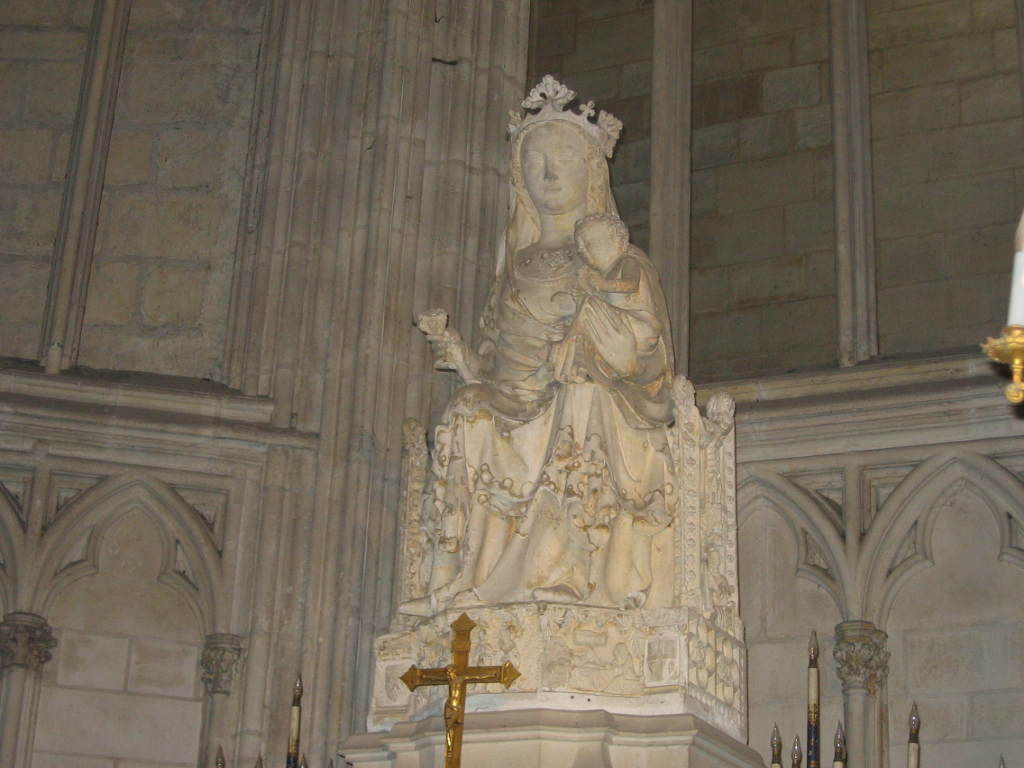
Vierge à l'Enfant datée de 1334, se trouvant dans la chapelle du bras sud du transept ou chapelle Notre-Dame.
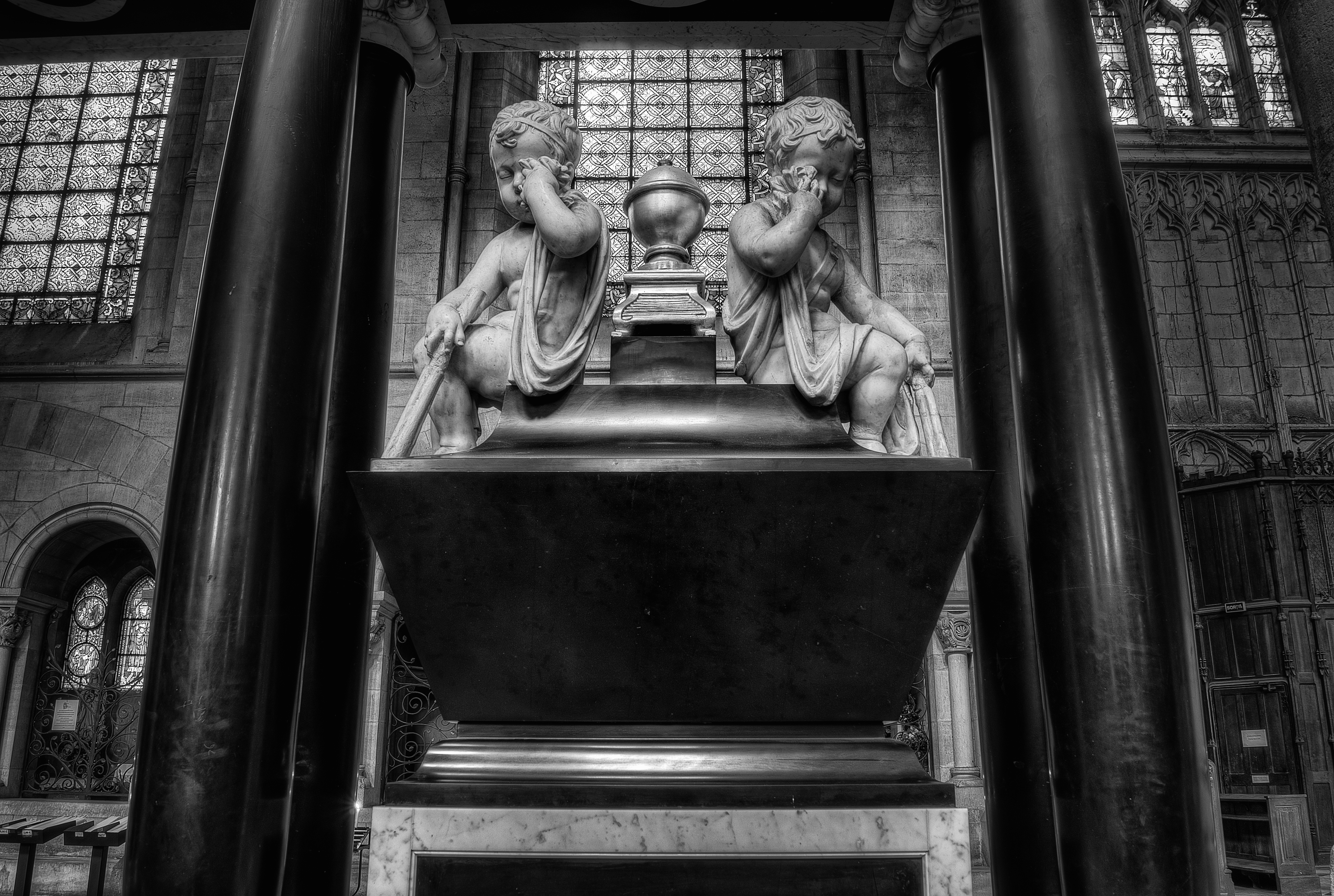
Des anges en pleurs.